# 肩章

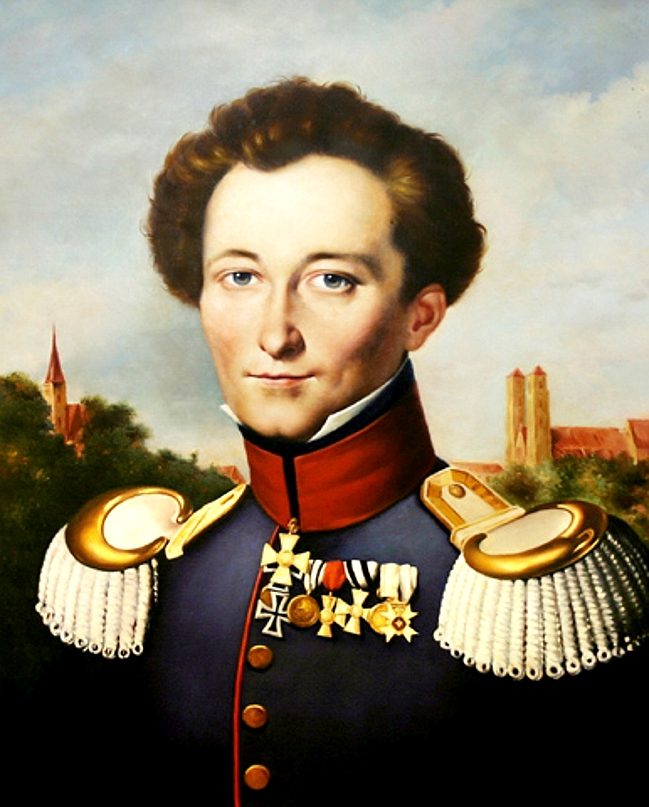
19世紀初頭のプロイセン軍の正装（カール・フォン・クラウゼビッツ）。

肩章（けんしょう、かたしょう）は、肩の線に沿って装着される細長い布あるいはモール紐等でできた付属品である。形状によって数種類に分類されるが、日本語では全て肩章と称される。また、肩に付ける階級章のことも肩章と呼ぶことがある。
英語では種類によって異なり、Epaulette (en)、Shoulder mark (en)、Shoulder knot、Shoulder board、Shoulder cord等と呼ばれている。Epauletteが総称として使われる場合もあるが、肩に付ける階級章はShoulder mark (en) と呼ばれる。

## 概要

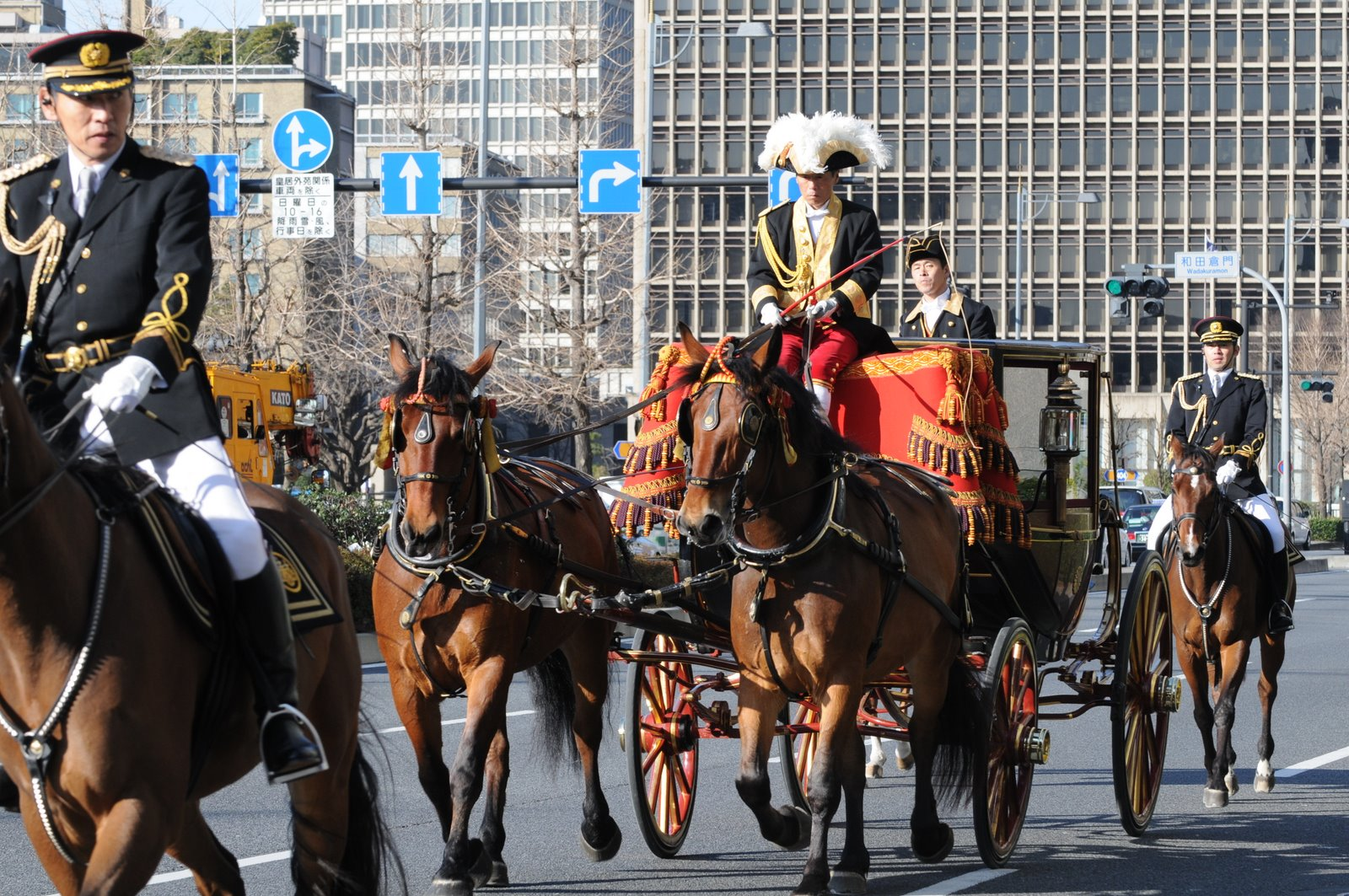
皇宮警察騎馬隊と宮内庁の車馬課の御者。皇宮護衛官の礼装はショルダーノッチが付いた戦後のものだが、右肩だけに肩章を付けた御者の制服は明治21年制定のもの。

背嚢の負革その他の装備品を固定する等の実用的な目的のために、古くから軍服に用いられていた。その後、装飾を目的としたものも現われ、軍隊に於いて階級や兵科が整備されてくると、それらを表示する機能を持たせられるようになった。現在でも自衛隊を含む軍隊等では階級章の取付場所として用いられている。また、単に装飾目的で付されることも多く、一般の服にも使われている。

## 種類

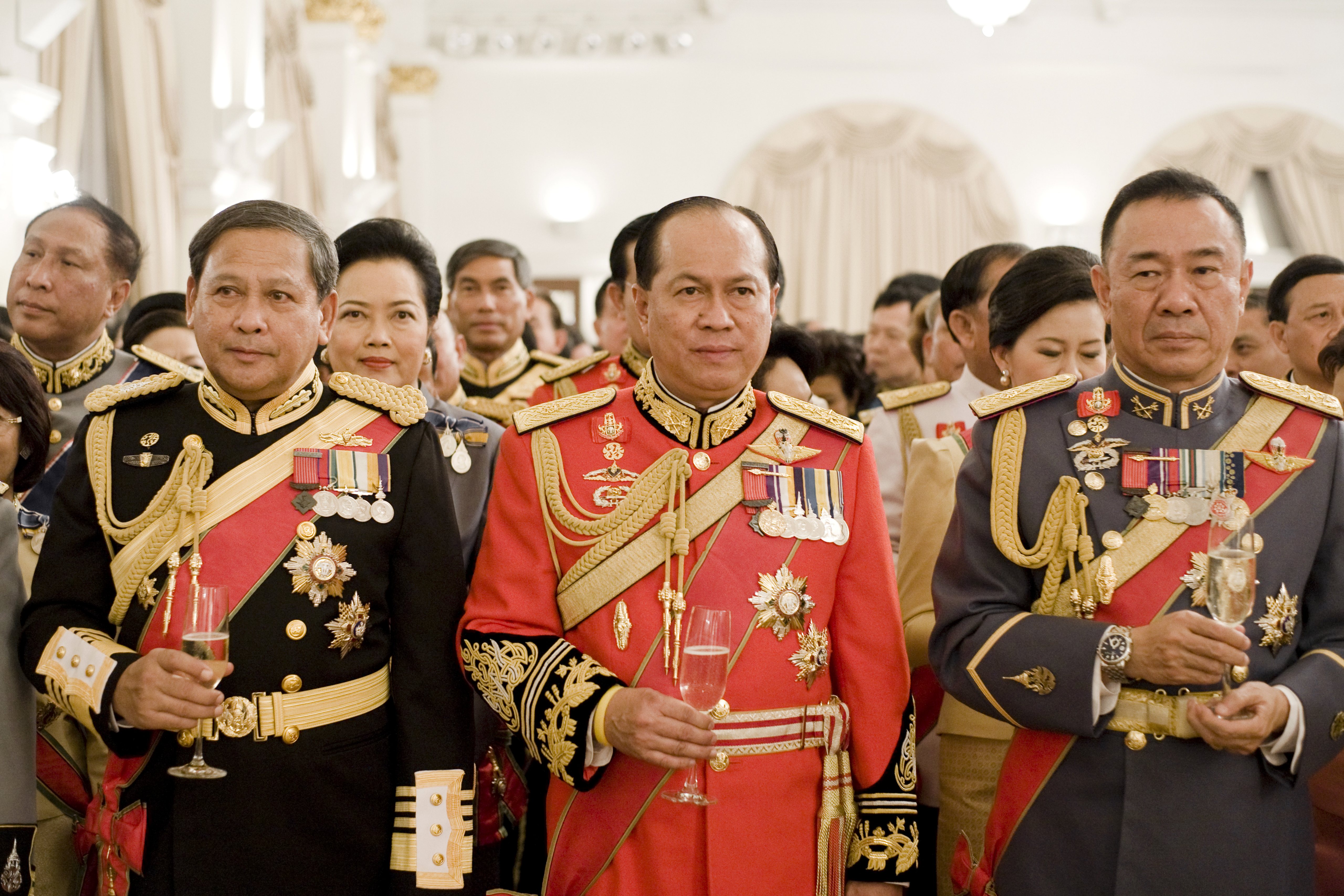
タイ王国軍首脳（2010年）。手前左から海、陸、空軍の司令官。陸軍と空軍はショルダーボードで海軍はショルダーノッチの肩章を着用している。

一般的に見られる肩章は、形状や材質により概ね6種類に分類出来る。英語ではそれぞれに呼称があるが、その用例は定まっておらず、極端な例では同じアメリカ軍でも陸軍と海軍で異なったり、イギリス陸軍では連隊毎に服制が定められており、その文書に使われる用語が異なる場合がある。よって、本項では混乱を避けるため、便宜上アメリカ陸軍の服装規定Army Regulation 670–1で使われている用例に従って以下のように表記する。但し、同規定ではエポーレットを広義の意味で使用しているが、本項では狭義の意味とした。
1. 瓢箪形: エポーレット (Epaulette)
2. 縦長形: ショルダーストラップ (Shoulder strap)
3. 帯状: ショルダーループ (Shoulder loop)
4. 短冊形: ショルダーボード (Shoulder board)
5. モール編み: ショルダーノッチ (Shoulder knot)
6. 鎖:ショルダーチェーン(Shoulder chain)

但し、これらの表記は一般に多く見られる用例と異なる場合もある。
- 「Shoulder strap」には肩章の他に鞄や背嚢、カメラ等の負い紐或はノースリーブシャツやドレスの肩紐の意味もある。肩章の意味で使われる場合でも、一般的には帯状のものと縦長形のものを合わせて「Shoulder strap」と呼んでおり、通常「Shoulder strap」と言う場合、帯状のものを指していることの方が多い。一方、日本語では「ショルダーストラップ」は鞄やカメラの負い紐の意味で使われることがほとんどであり（ストラップ参照）、服飾用語としてもドレスの肩紐の意味（ストラップ (服飾)参照）が主であり、肩章の意味で使われる場合は帯状のものを指す。
- 英語版ウィキペディアでは「Shoulder loop」をショルダーマーク (Shoulder mark) の同義語としているが、アメリカ陸軍では帯状の肩章を「Shoulder loop」と称し、「Shoulder mark」は「Shoulder loop」や「Shoulder board」等に付ける階級章を指す。また、陸軍ではショルダーループに付ける筒状の着脱式階級章も「Shoulder mark」と呼んでいるが、海軍ではこれを「Shoulder board (soft)」と表記し、陸軍で「Shoulderboard」と呼ばれているものは「Shoulder board (hard)」と表記している。
- 「ショルダーループ」と「ショルダーボード」の区別は材質や装着法によるものであり、その中間的なものもある。アメリカ陸軍の服装規定にはその様なケースがないが、本項では材質で分けることにした。
- 「ショルダーループ」と「ショルダーボード」を装着法で分けて、ショルダーノッチをショルダーボードの一種とする場合も見られる。イギリス陸軍でも一部の連隊では「Shoulder board」と表記している。
- 一方、イギリス陸軍の多くの連隊では、モール編みのものを「Shoulder cord」と称している。

ドイツ帝国時代の各種肩章。
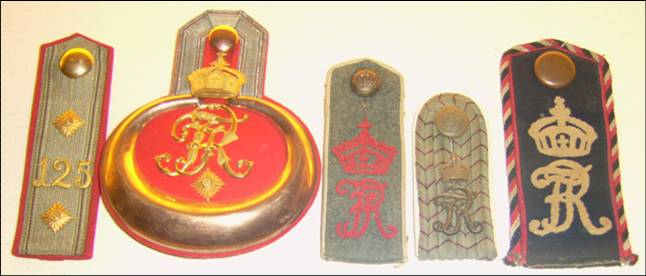
左から大尉（ショルダーボード）、少尉（総無しのエポーレット）、兵卒（ショルダーループ）、少尉（ショルダーノッチ）、兵卒（ショルダーボード）
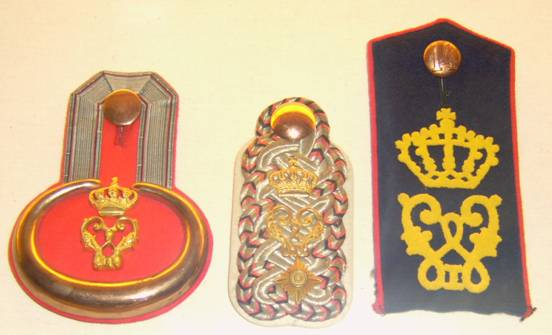
中央は中佐のショルダーノッチ
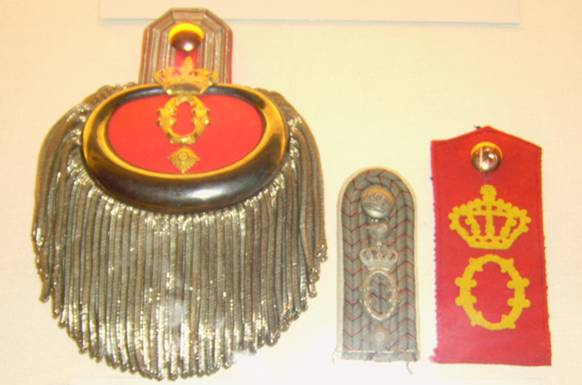
左から少佐（総付きエポーレット）、少尉（ショルダーノッチ）、兵卒（ショルダーボード）
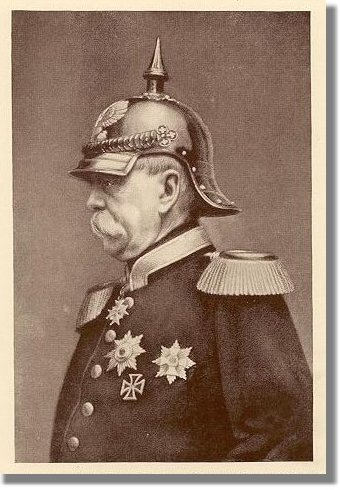
正装のオットー・フォン・ビスマルク。ドイツ帝国では最後までエポーレットが正装用として残っていた
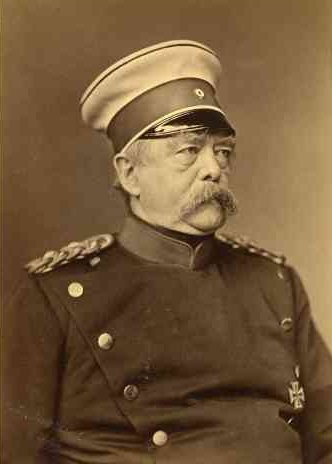
略装のオットー・フォン・ビスマルク。ドイツでショルダーノッチが正装用になるのは第一次世界大戦終了後である

## エポーレット

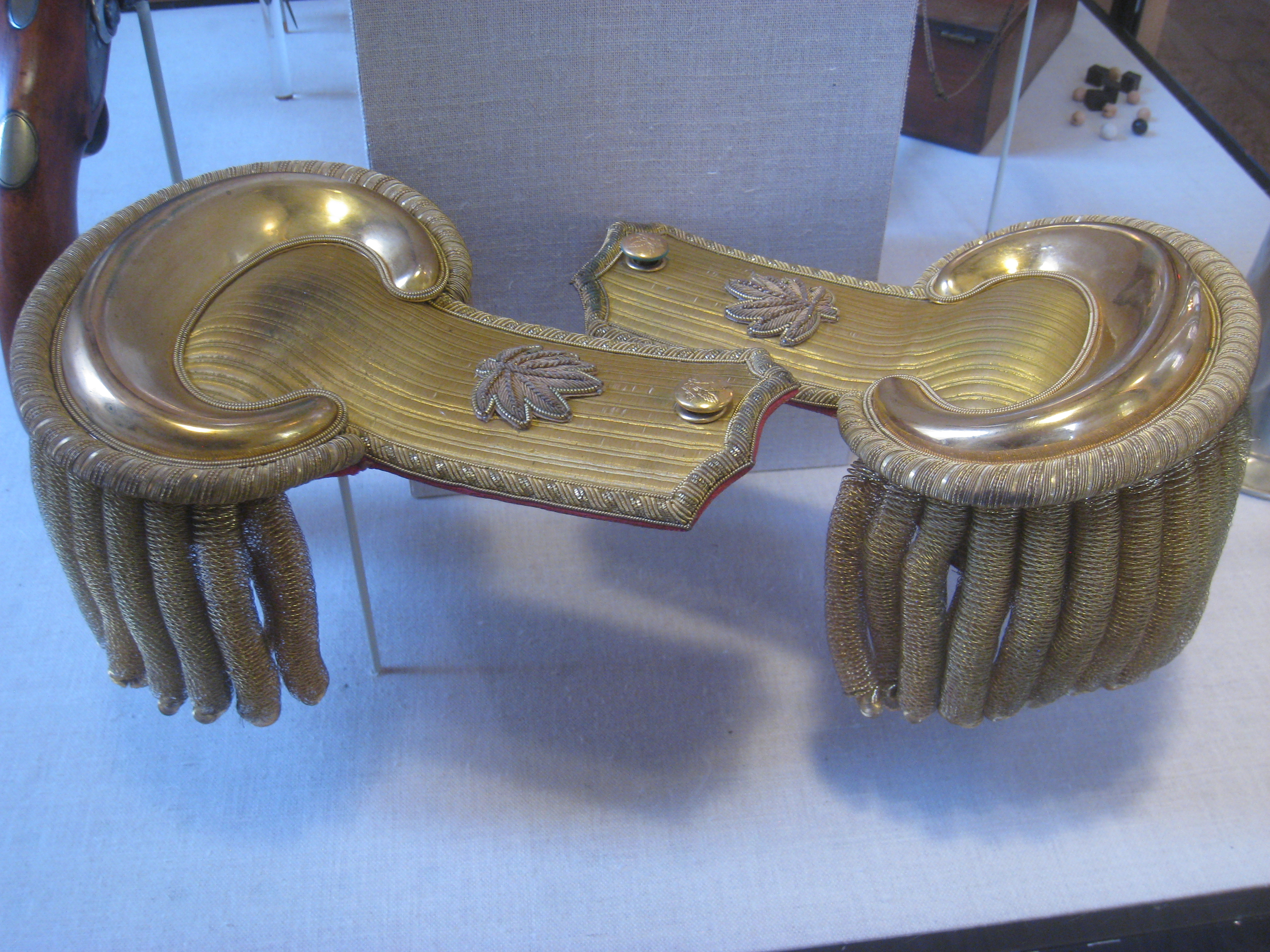
1800年頃のアメリカ陸軍佐官のエポーレット

ルイ15世時代のフランスで使用され始め、世界各国へ広まった。元々は肩の防具に由来するとも考えられる派手なタイプである。長方形の肩端に環形があり、真上から見入ると瓢箪形（あるいは前方後円形）になっている。環形から総が垂れているものが多いが、兵科・連隊・階級により無いものもある。エポーレットという語自体は肩章全般を指すこともあるが、特にこのタイプのみを「エポーレット」と呼ぶ場合もある。

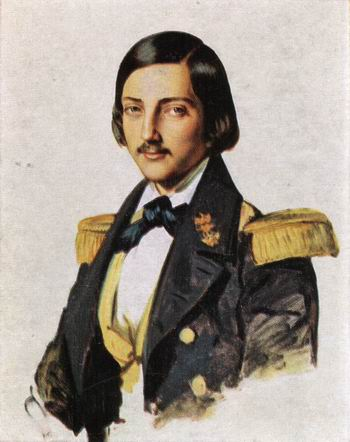
海軍士官礼装のフランス王子
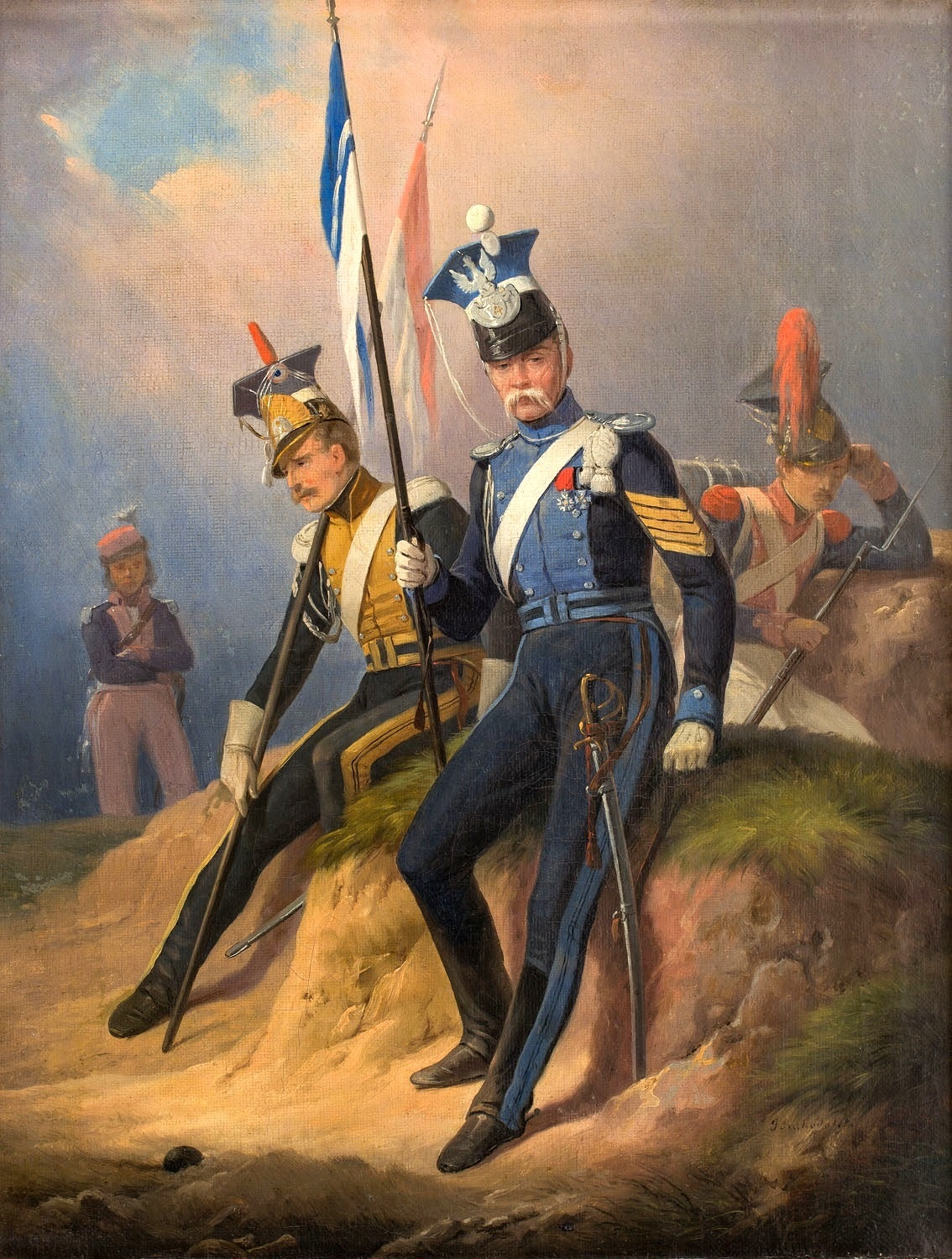
ポーランド槍騎兵（総無しタイプ）

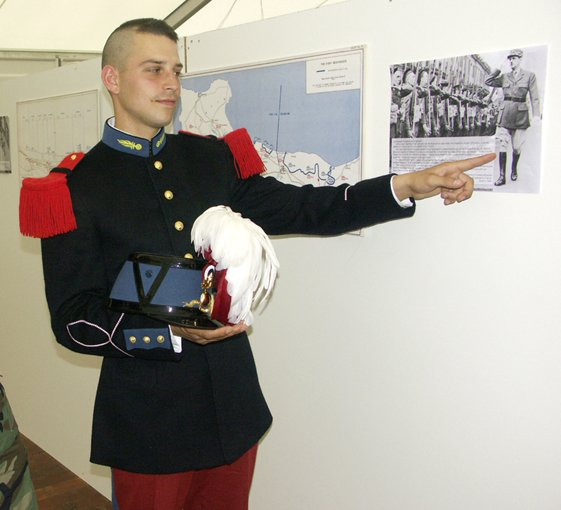
現代のフランス陸軍士官学校生徒の正装。

ほとんどの国で、19世紀中頃までは採用していたが、戦法や軍服自体の変化にともなって礼服以外には使用されなくなった。また、礼装に於いてもショルダーノッチやショルダーボードに取って代わられ、現在でも使用しているのはフランスとその影響の強い国にとどまる。ミリタリー系のステージ衣装やマーチングバンドの制服等ではその派手さが目を引くため、アクセントとして総付の肩章がデザインされたものも少なからず存在する。

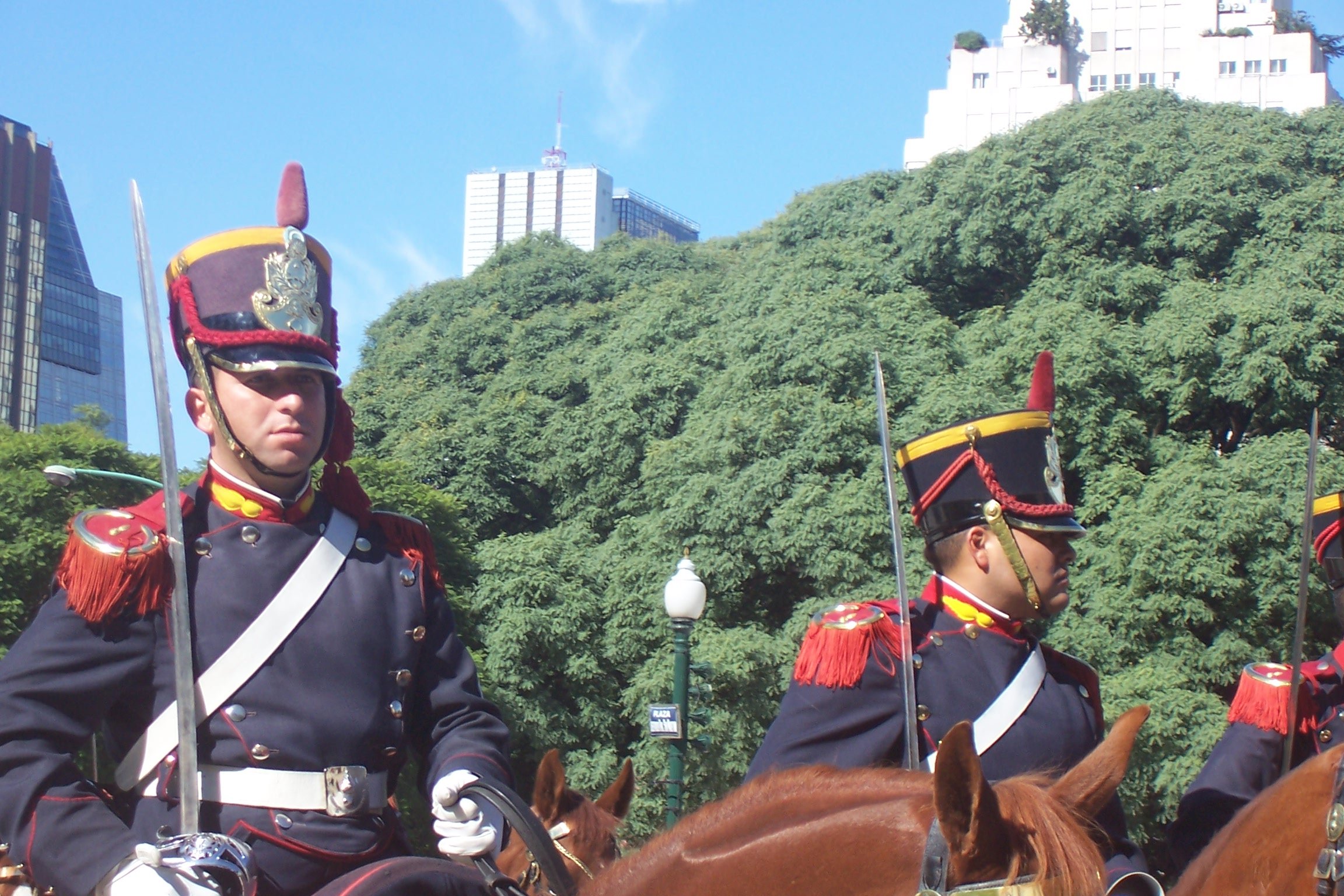
アルゼンチン陸軍礼服。端が環形金属となっている
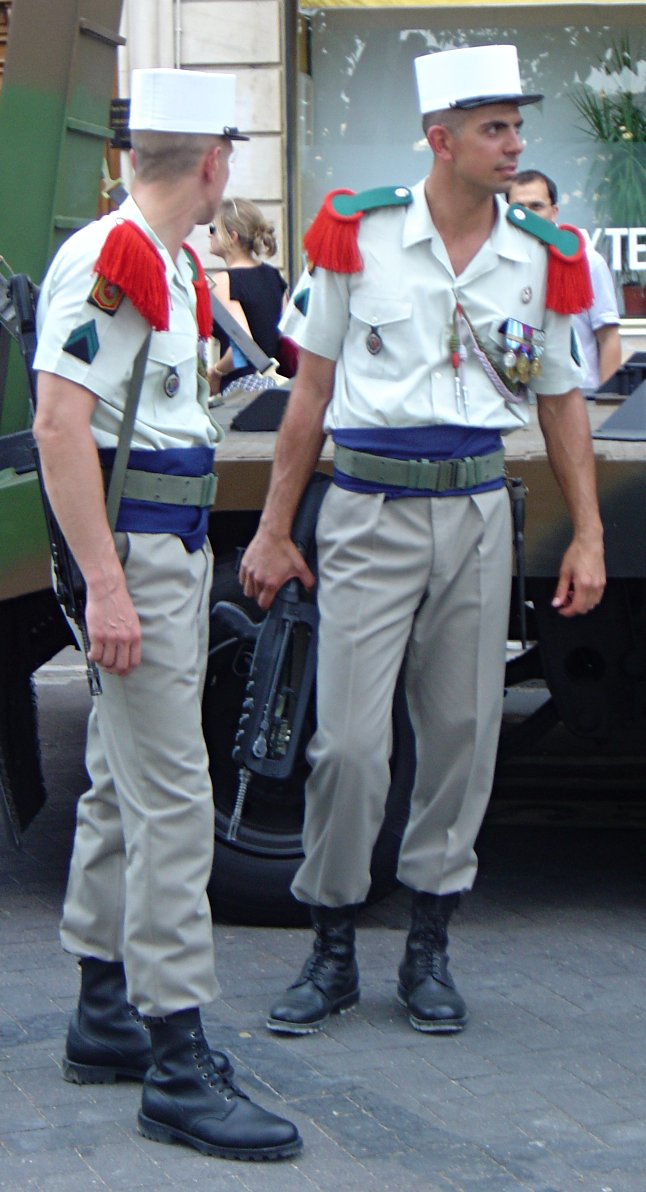
フランス外人部隊

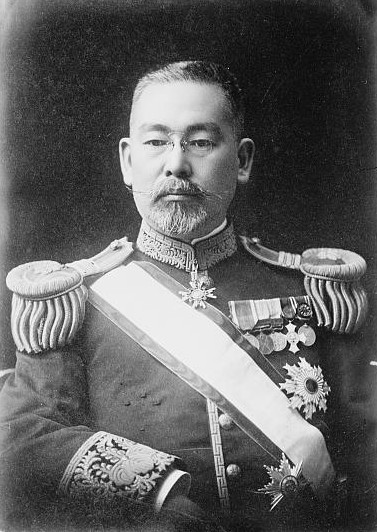
有爵者大礼服を着た子爵

日本においては、海軍が明治6年に正装・礼装用に採用した他、有爵者の大礼服や戦前の警察幹部及び総督府文官の正装・礼装用に用いられた。そしてこれらの中で、海軍中尉・海軍少尉や総督府の判任官が総の無いタイプであった。また、宮内省の御者がこのタイプに近い、総のないものを使用している、しかし戦後の日本では、宮内庁車馬課の御者が使用している以外見られない。

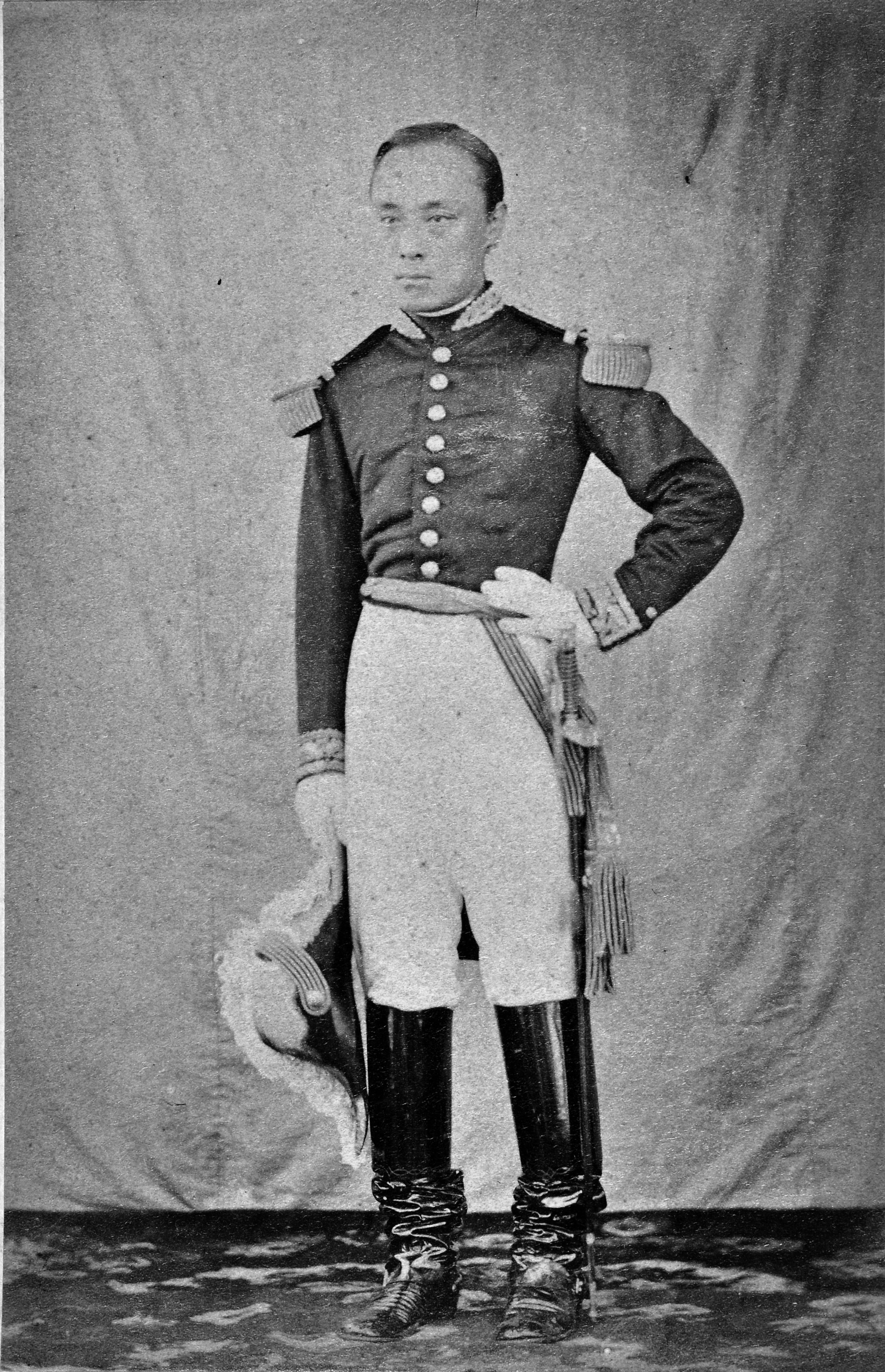
フランスから贈られた軍服を着用した征夷大将軍徳川慶喜
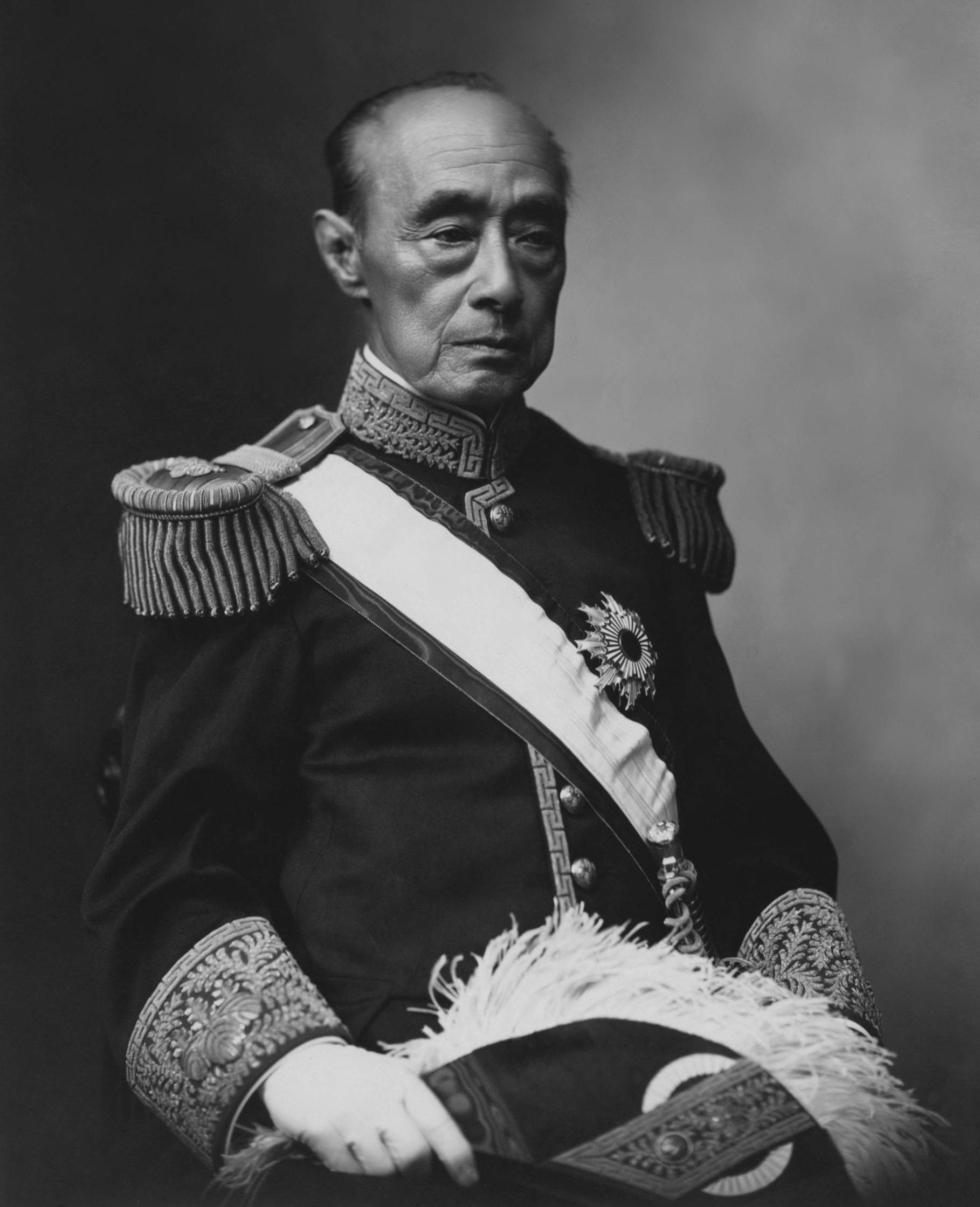
徳川慶喜公爵
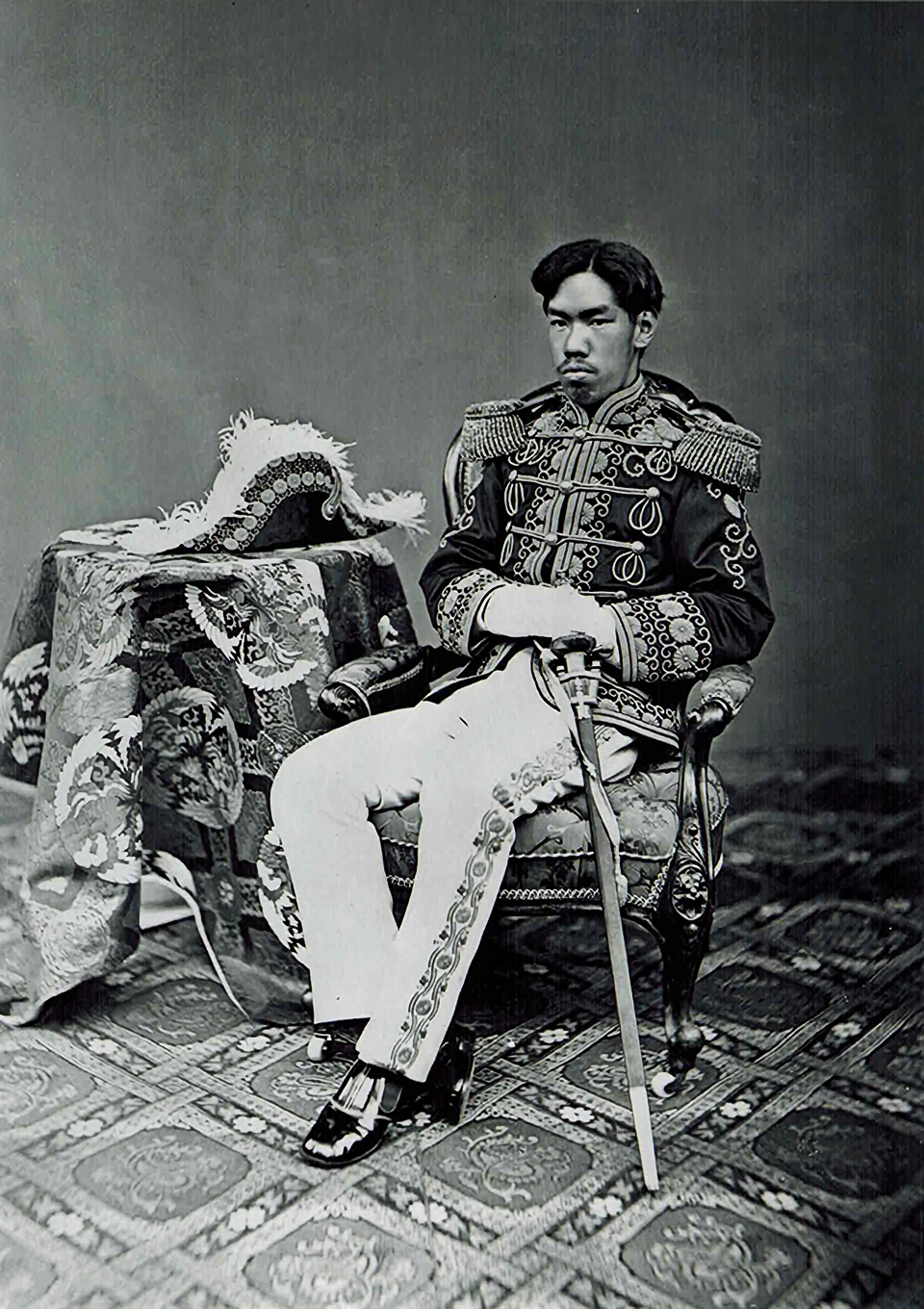
軍服風御大禮服姿の明治天皇
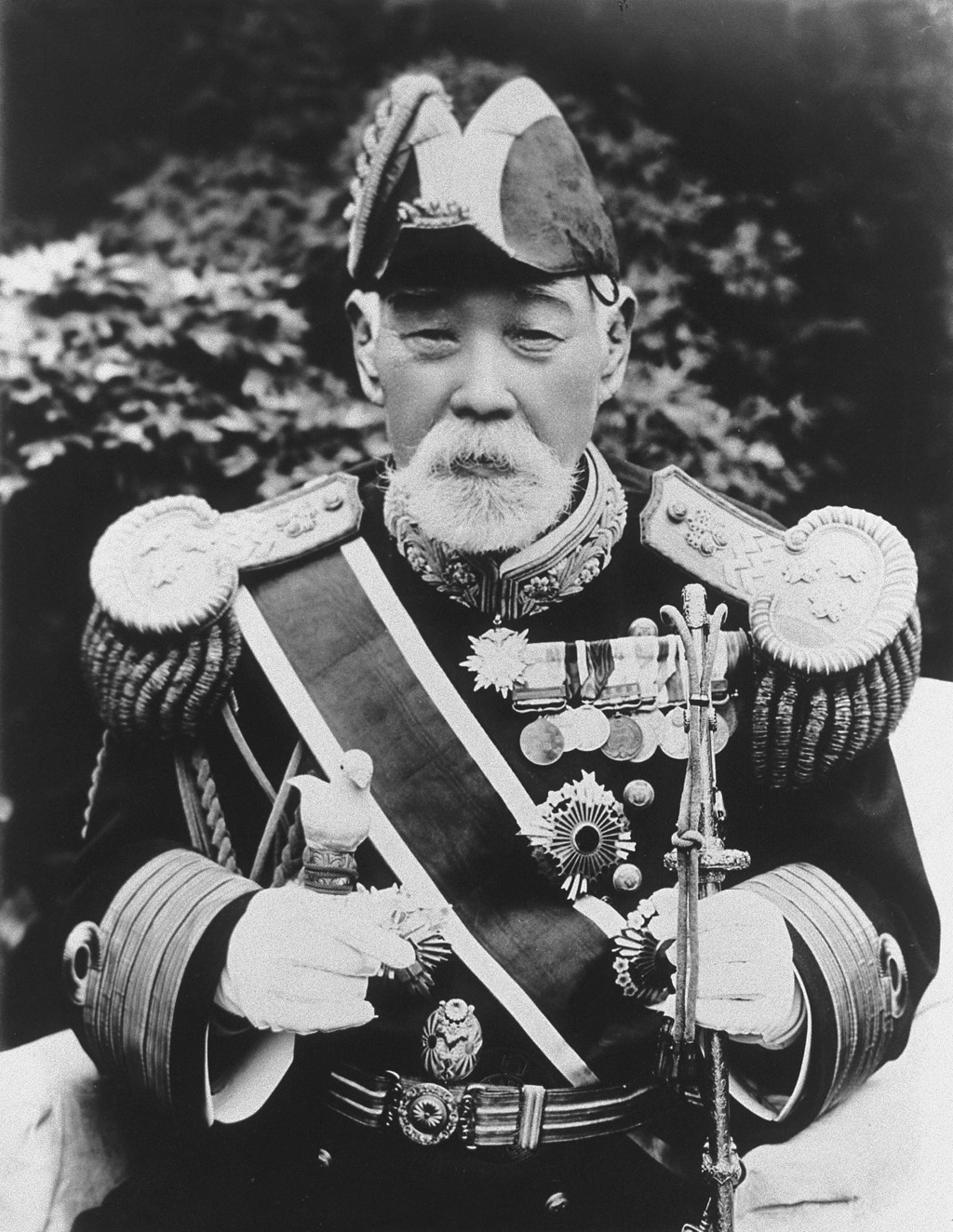
正装の海軍大将
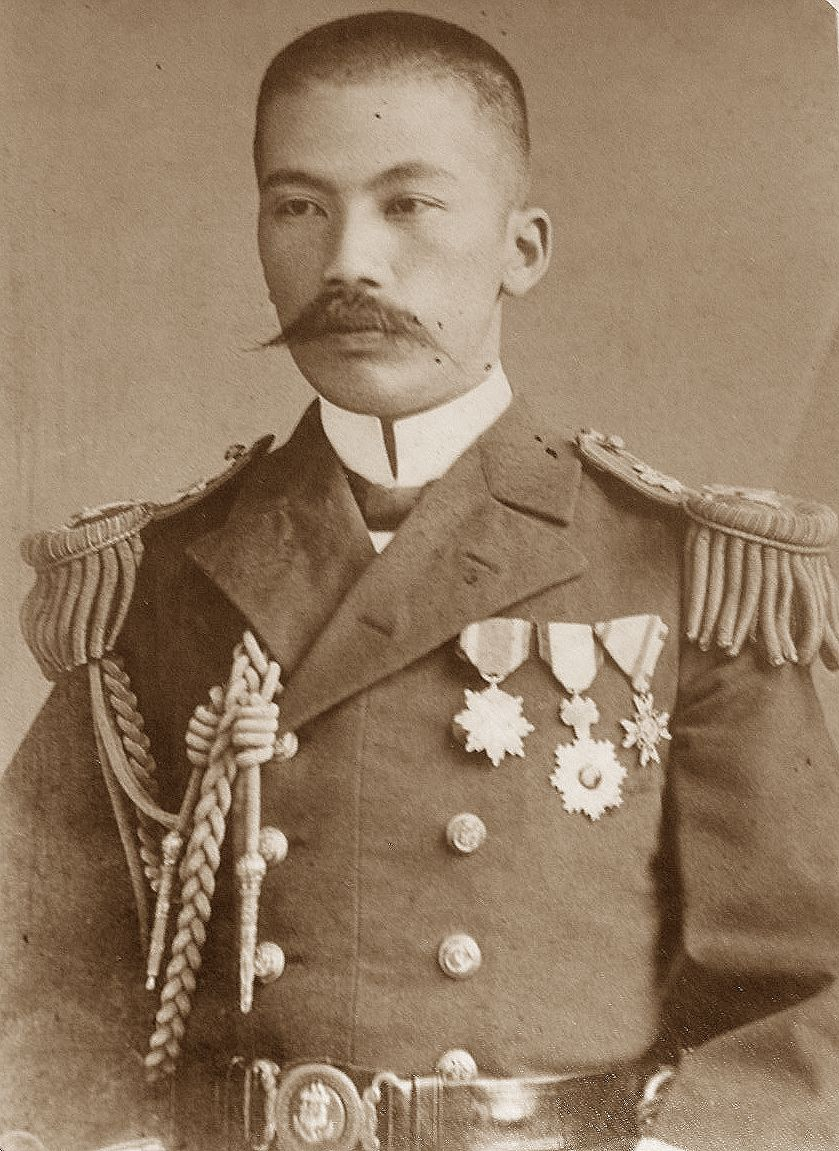
海軍士官の礼装。
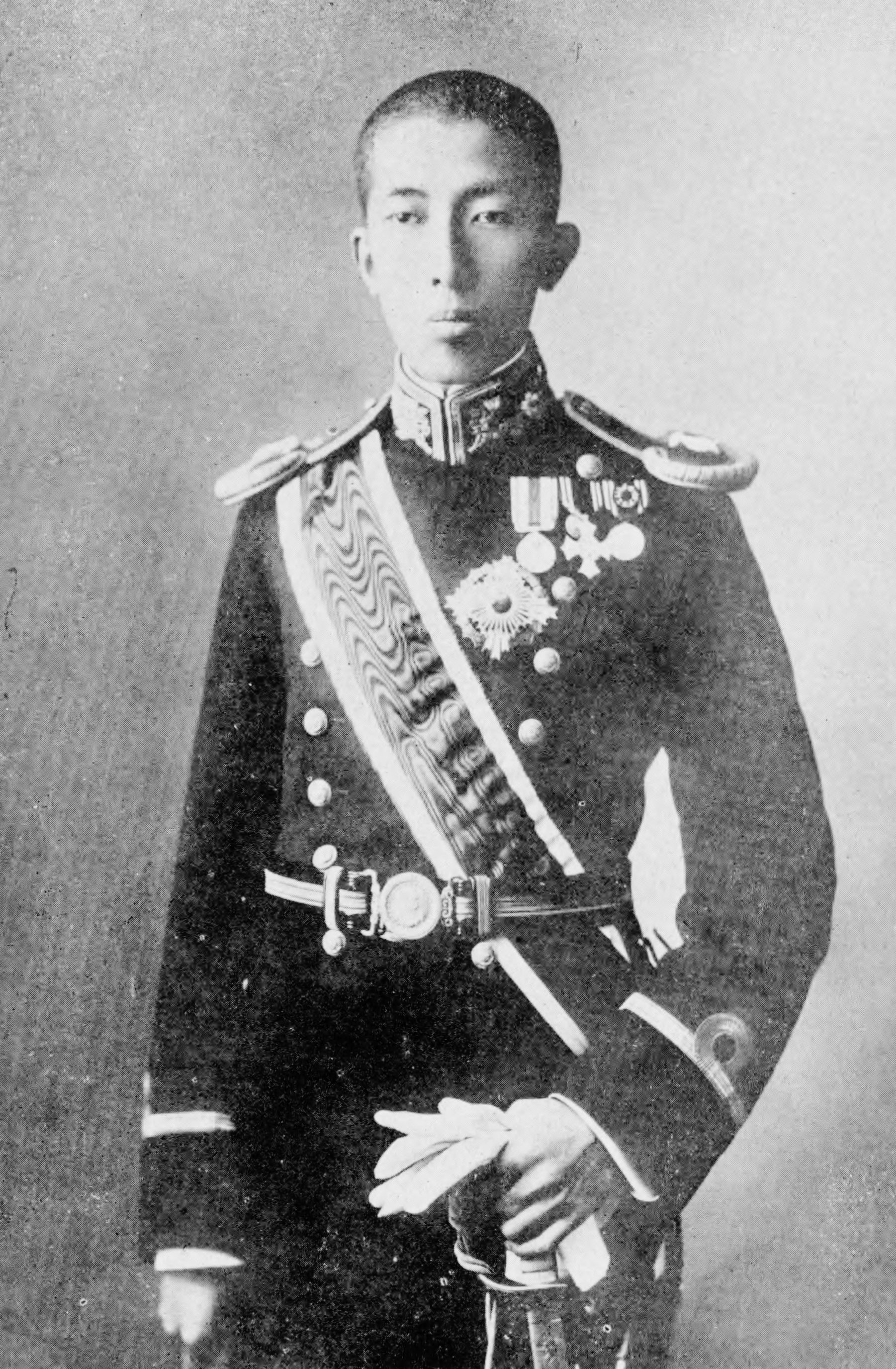
正装の海軍少尉（総無しタイプ）
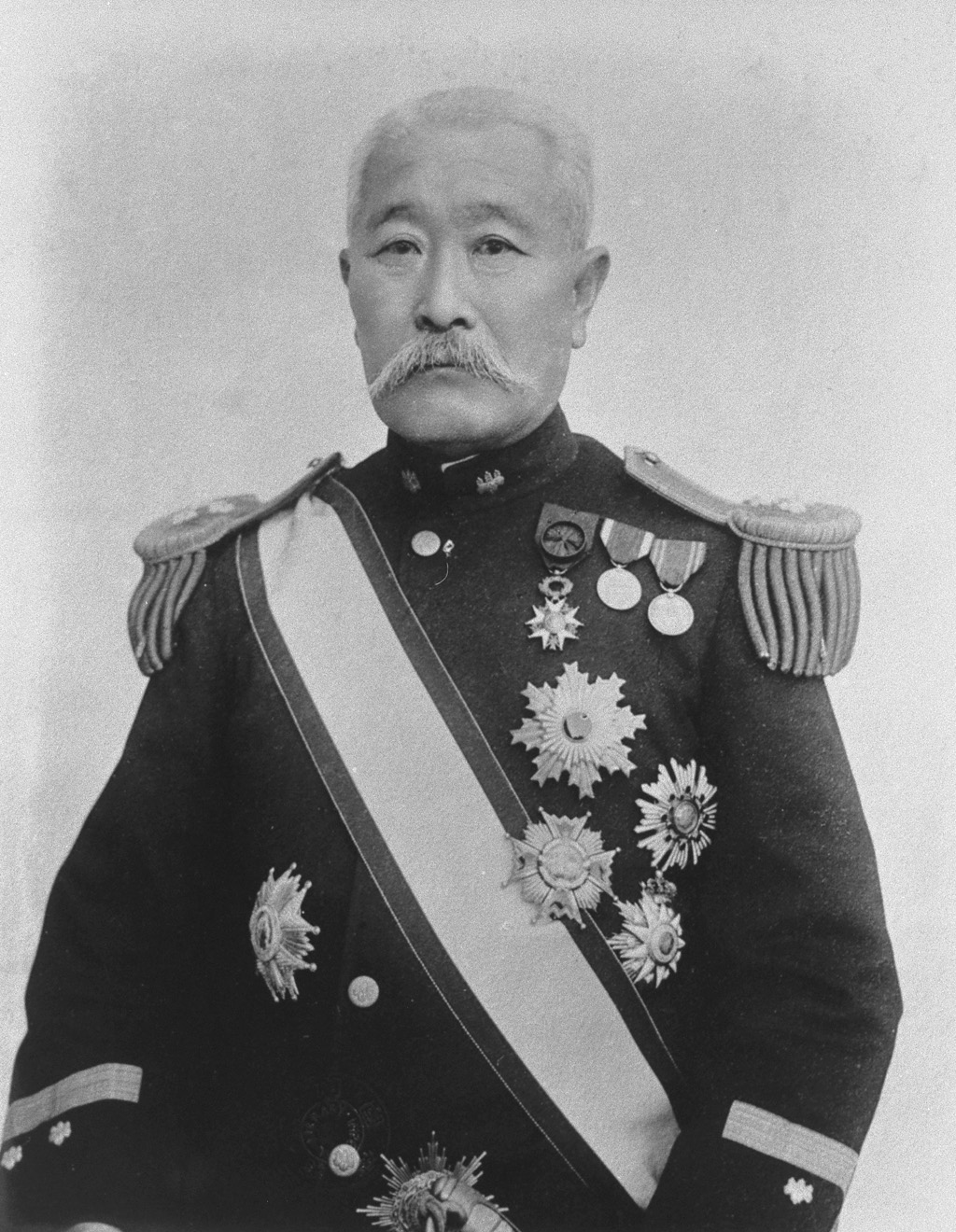
韓国統監
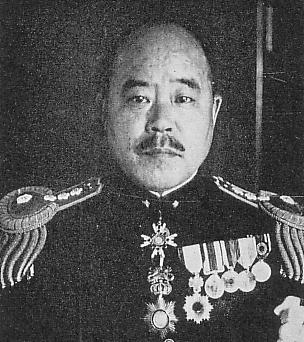
正肩章を付けた戦前の警視総監
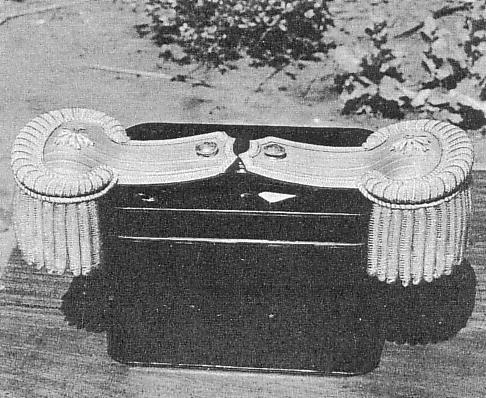
戦前の警視用正肩章

## ショルダーストラップ

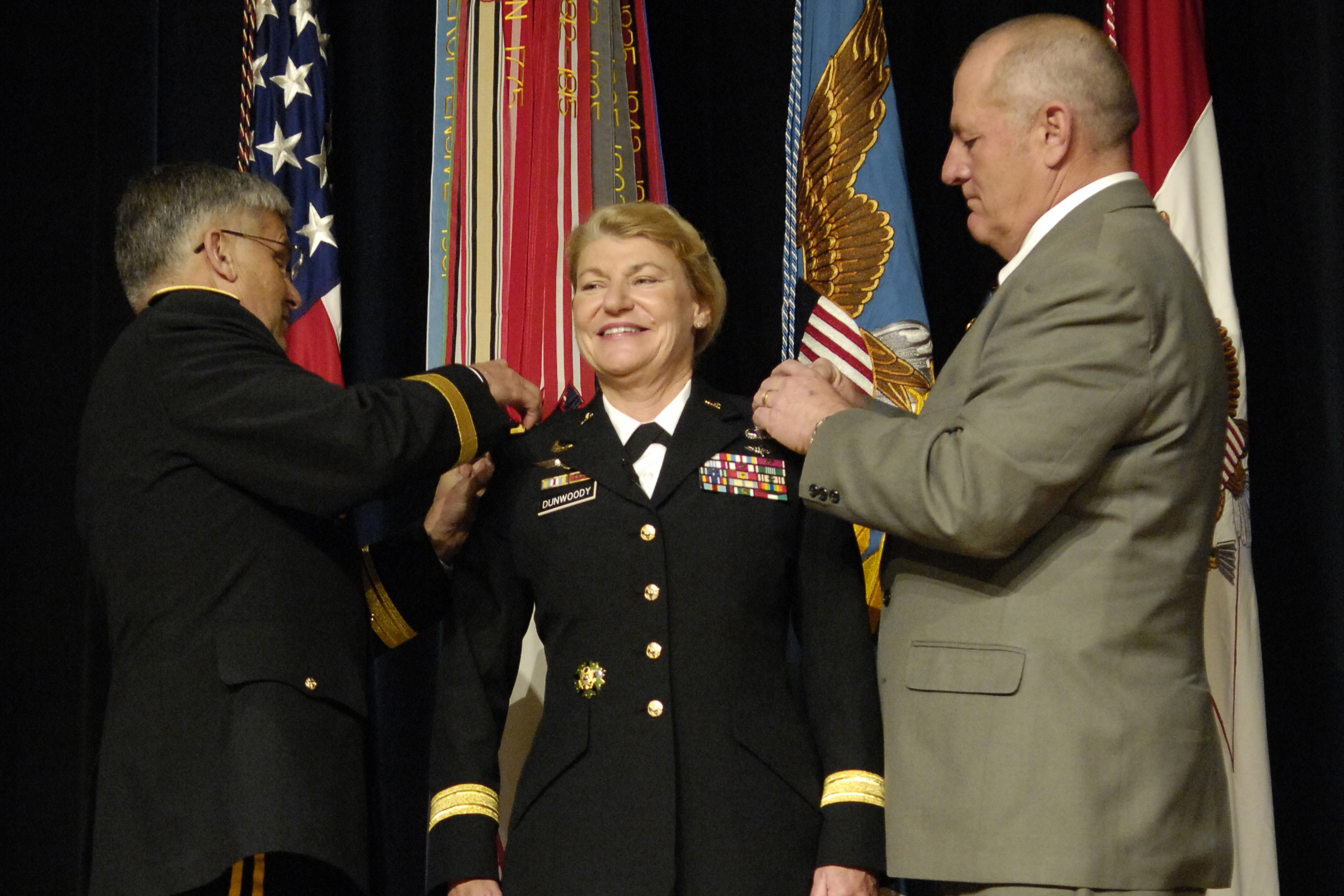
大将昇進を祝して参謀総長（左）と夫（右）にアーミーブルー・ユニフォーム用の新しいショルダーストラップを付けてもらうアン・ダンウッディ陸軍大将、2008年。

一般的には後述の帯状タイプを指す場合が多いが、アメリカ陸軍ではこのタイプのみをショルダーストラップと呼ぶ。
肩の線と直角（進行方向と平行）に取り付ける長方形の肩章で、フランス軍の常装に用いられていたものである。アメリカ陸軍やフランス軍、チリ陸軍（将官）等では現在でも使用されている。

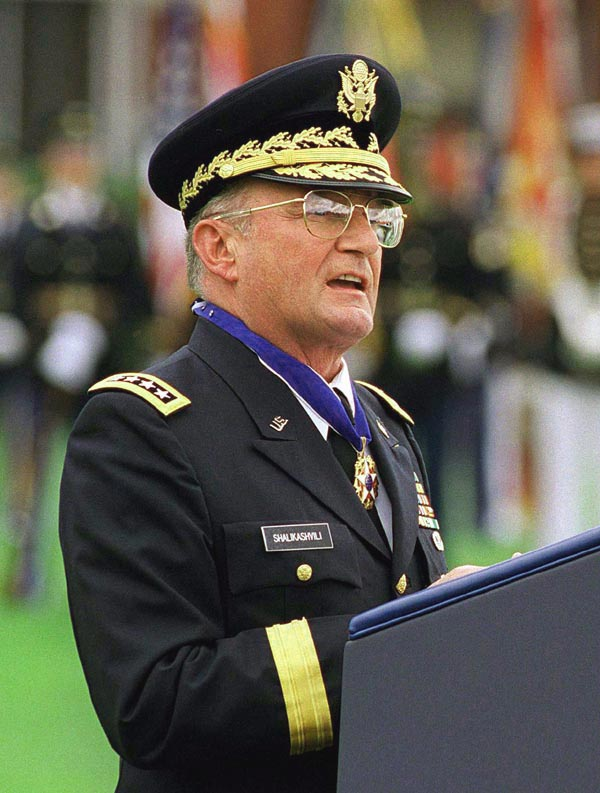
米陸軍将官（ジョン・シャリカシュヴィリ）のアーミーブルー・ユニフォーム（1997年）
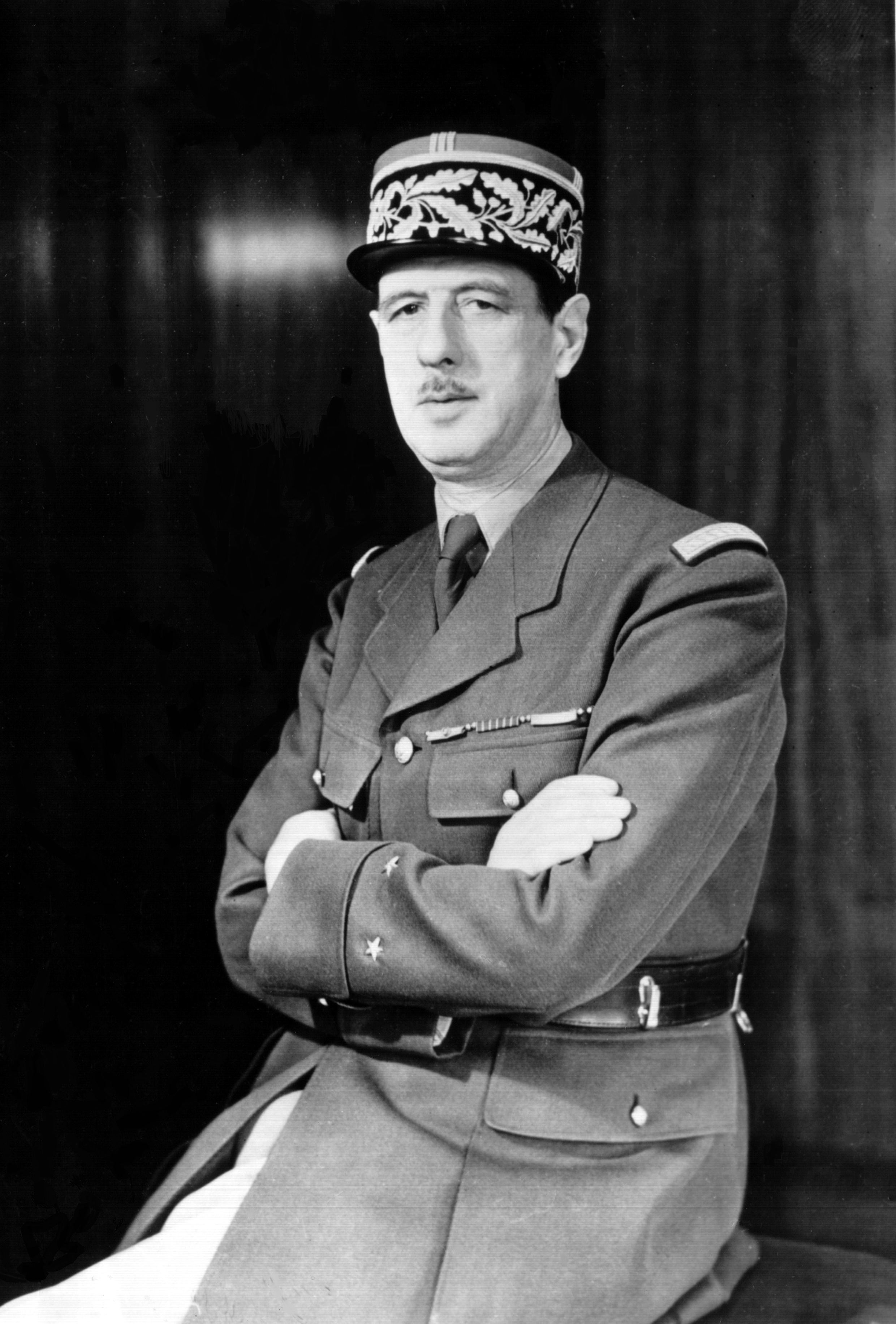
フランス陸軍将官（シャルル・ド・ゴール）
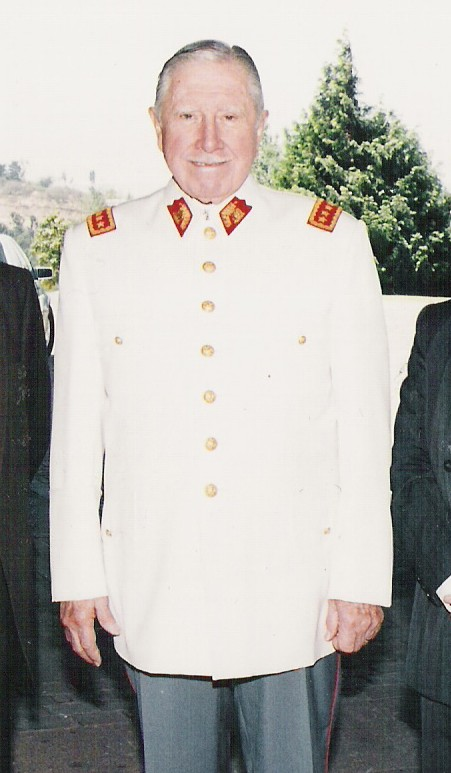
チリ陸軍将官（アウグスト・ピノチェト）

日本陸軍でも、明治38年制式「陸軍戦時服服制」（1905年）にて将校准士官・下士官兵ともにショルダーストラップタイプの肩章が階級章として定められ、翌1906年の明治39年制式「陸軍軍服服制」および1912年の明治45年制式（四五式）にも採用となった。

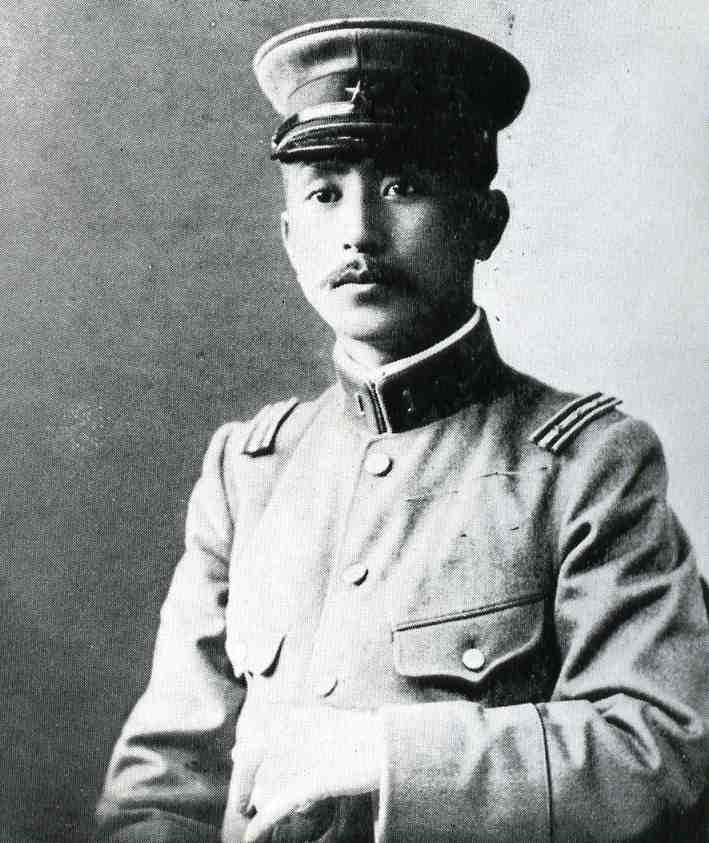
明治39年制式ないし明治45年制式の陸軍歩兵大尉
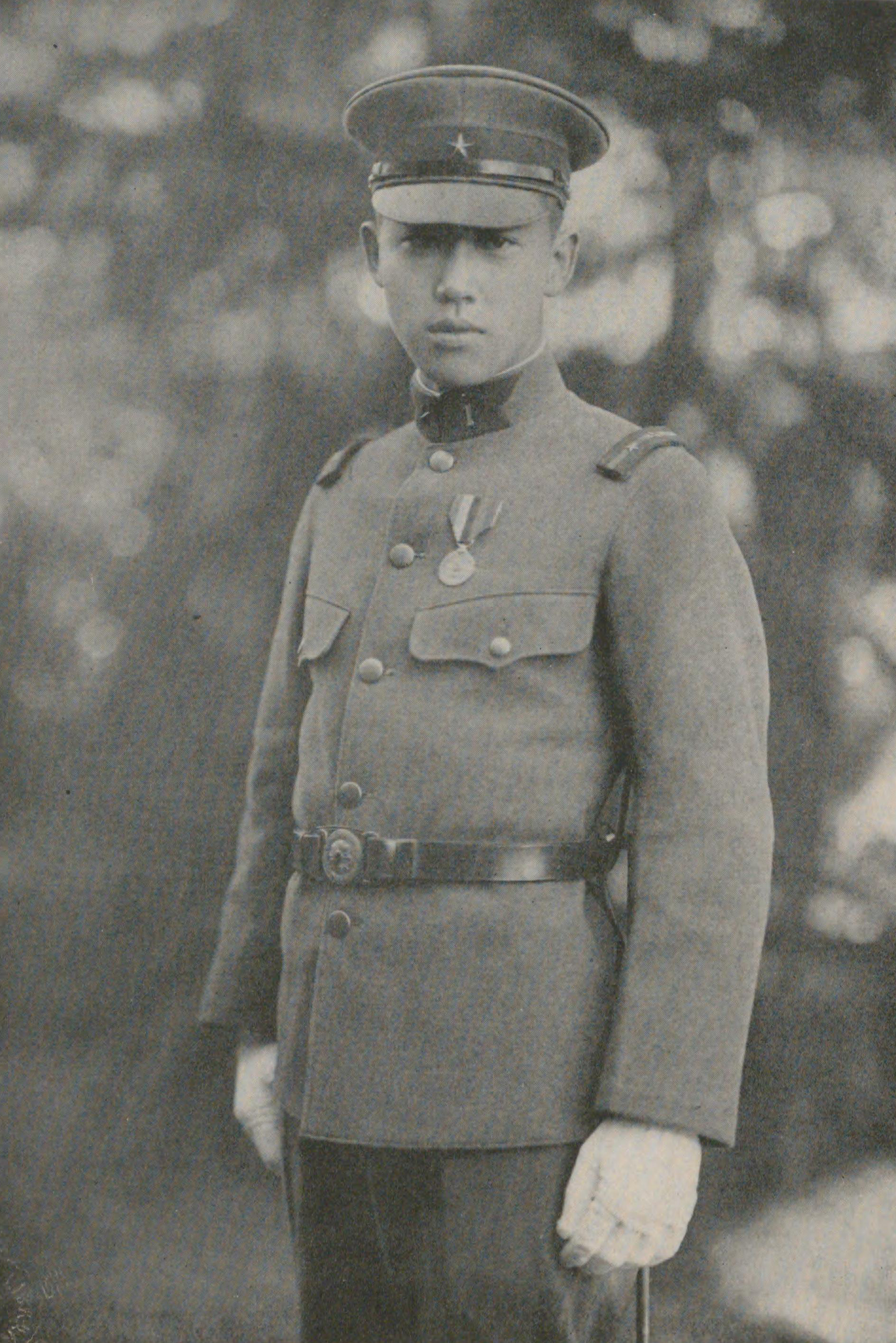
明治45年制式をベースとする昭和5年制式の士官候補生たる陸軍砲兵軍曹

## ショルダーループ

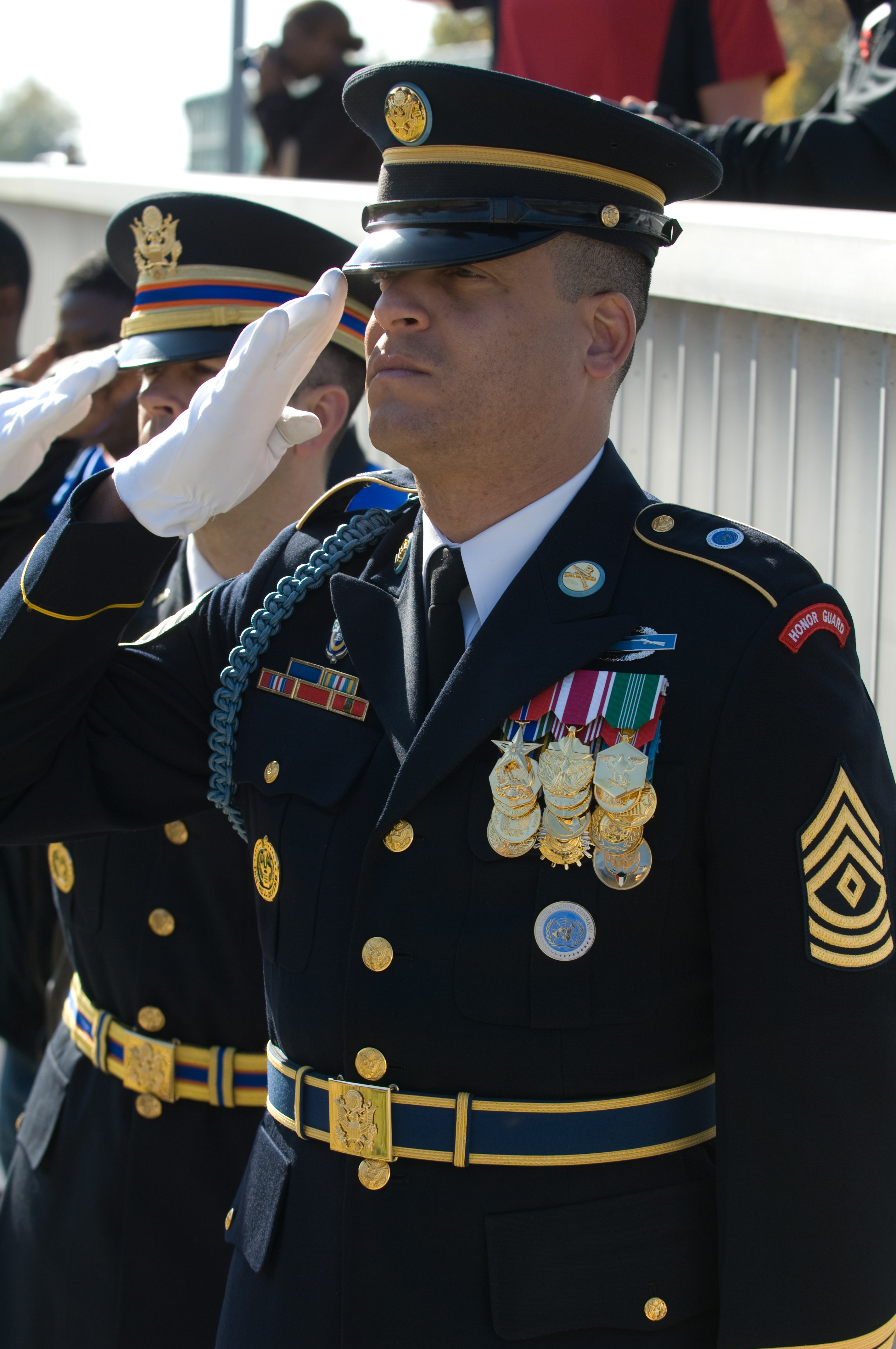
アーミーブルー・ユニフォームの米陸軍下士官。アーミーブルー・ユニフォーム用の肩章は、将校が上記のようにショルダーストラップだが、下士官・兵はショルダーループとなっている。

一般的にはショルダーストラップと呼ばれている。背嚢などの革帯を潜らせて安定させるという機能が重視されて発達したものである。帯状又は短冊形で、上着と同じ或いは類似した材質の布を肩側で縫い付け、襟側をボタンで留めるのが一般的であり、自衛隊では曹士用制服がこの方式である。民間で使用されているトレンチコートやミリタリー風シャツ、サファリジャケットの肩章もこの類である。上着が折り襟や開襟の場合、襟側端部が襟に隠れていることが多い。戦闘服に付いているものは上着と同じ布がほとんどだが、常装や礼装用の上着の場合、色違いの布を用いることもある。
常装用上着の場合、礼装用肩章と付け替えるために取り外し可能にしてあるものもある。この場合、礼装用肩章のための留め金通しを覆う形で、襟側は上記のものと同様にボタン留めし、肩側を飾緒用の隠しボタンに留めたり、自衛隊の尉官以上の制服に見られるように、マジックテープで留めたりする。これは主に将校のオーダーメード服に見られる。一方、戦車兵等は狭い所で突起物に引っかからないように全周を縫いつける場合もある。
士官の肩章としてはエポーレットやショルダーノッチが主流であった時代も、機能性がより強く要求される兵・下士官用の肩章はこのタイプが多く用いられた。かつては服生地の色とコントラストをなす鮮やかな色（兵科色等）が好んで用いられていたが、第一次世界大戦後は服生地と同色、あるいは同系のやや濃い色のものが主流になった。逆に正装が簡略化されたため、エポーレット等に代わってこのタイプの派手なものが付けられるようになったケースもある。特に第二次世界大戦後は士官用も含めてこのタイプが主流となり、現在に至っている。
このタイプは取り外すことが出来ないものがほとんどであり、洗濯の際階級章が支障となった。そこで、固着された肩章に通す筒状の階級章（アメリカ陸軍: Shoulder mark、アメリカ海軍: Shoulder board (soft)）が生まれた。

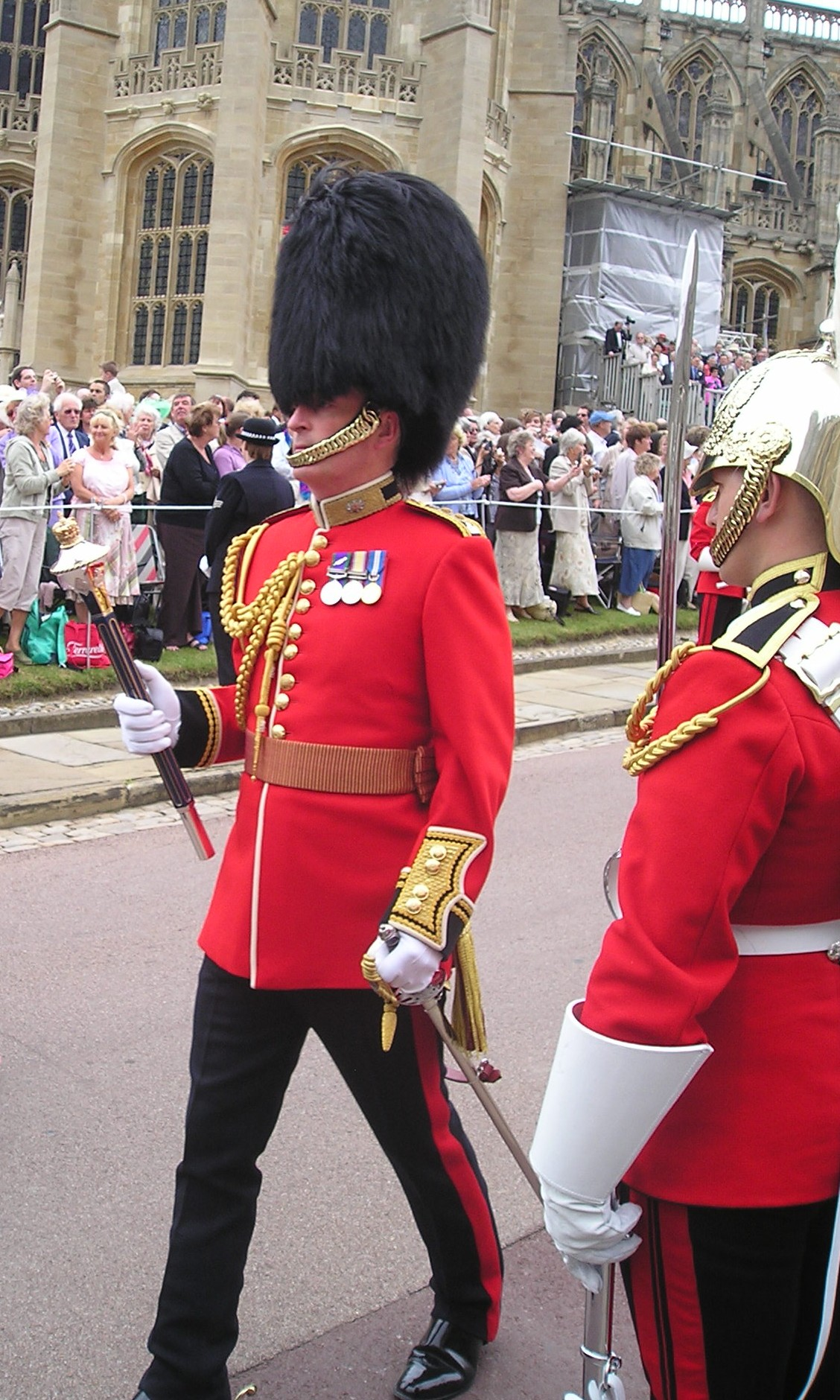
コールドストリームガーズの連隊長代理と下馬正装のライフガーズ連隊員
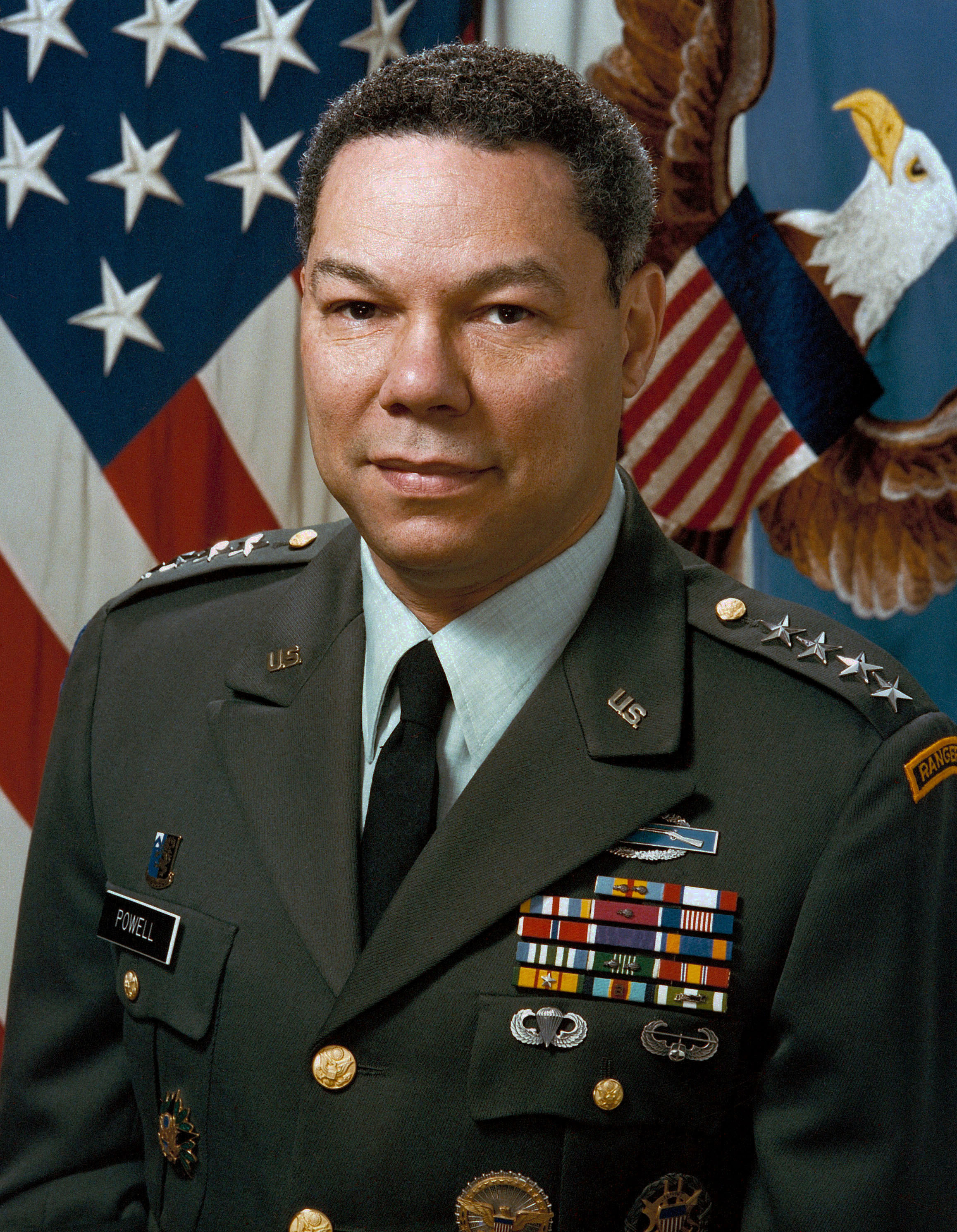
アメリカ陸軍大将
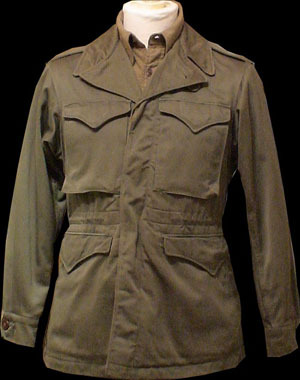
M-65の前身といわれるM-43
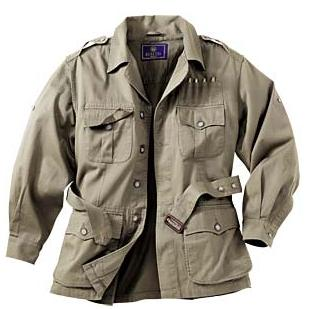
サファリジャケット

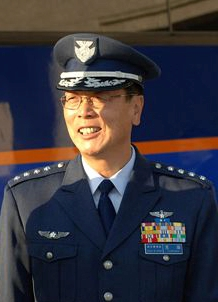
冬服の航空幕僚長。

日本の自衛隊の制服も、ほとんどこのタイプである。陸上・航空自衛隊の幹部は、冬服及び第1種夏服用の上着用を取り外し可能にしていることが多い。この場合、襟側はボタン、袖側はマジックテープにより固定されており、取り外すと2カ所のループ状の固定具があり、礼装用階級章はそこに金具を通すことで装着できるようになっている。また、陸上自衛隊の通常演奏服装用は刺繍を施した派手なもので、取り外し可能である。但し、装着方法は幹部用とは異なり、長い帯状の肩章を肩側に一カ所ある肩章通しの所で折って、両端を襟側のボタンで留めるようになっている。
筒状の着脱式階級章（自衛隊）は陸上・海上・航空自衛隊簡易制服と陸上・航空自衛隊の第2種及び第3種夏服、海上自衛隊の第2種夏服及び作業服に採用されている。

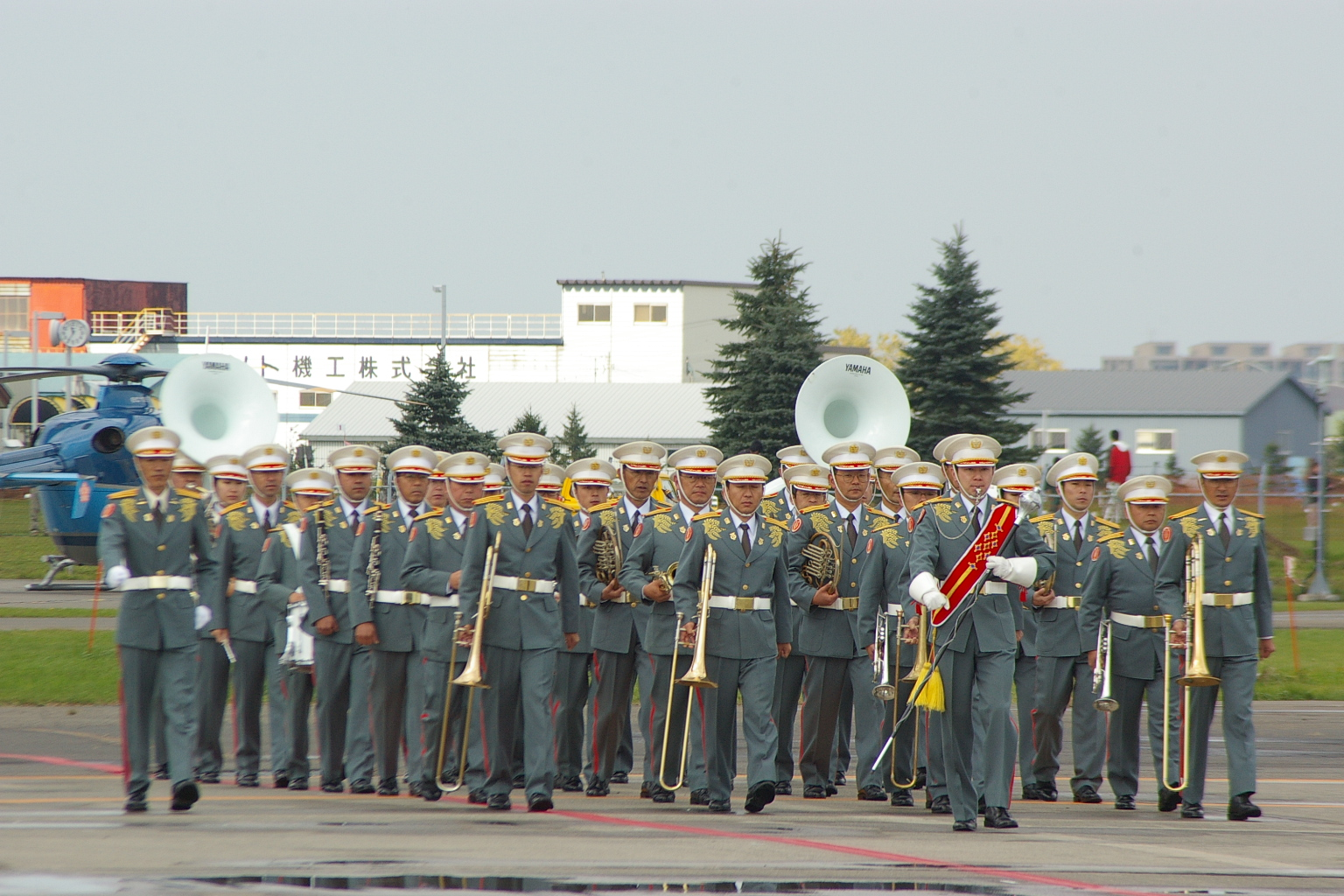
陸上自衛隊の通常演奏服装
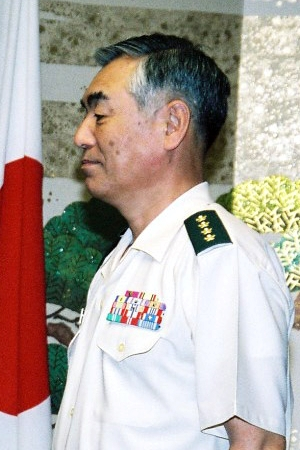
筒状着脱式肩章（陸上自衛隊第3種夏服）

昭和期には日本海軍の士官特務士官准士官用の陸戦服および略衣（のち第三種軍装）にショルダーループが一時使用された。戦後の警察官の常装にはショルダーループが付き、礼装時にはショルダーノッチを着ける。

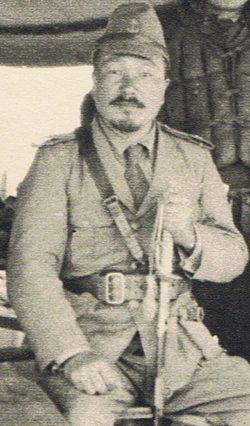
陸戦服
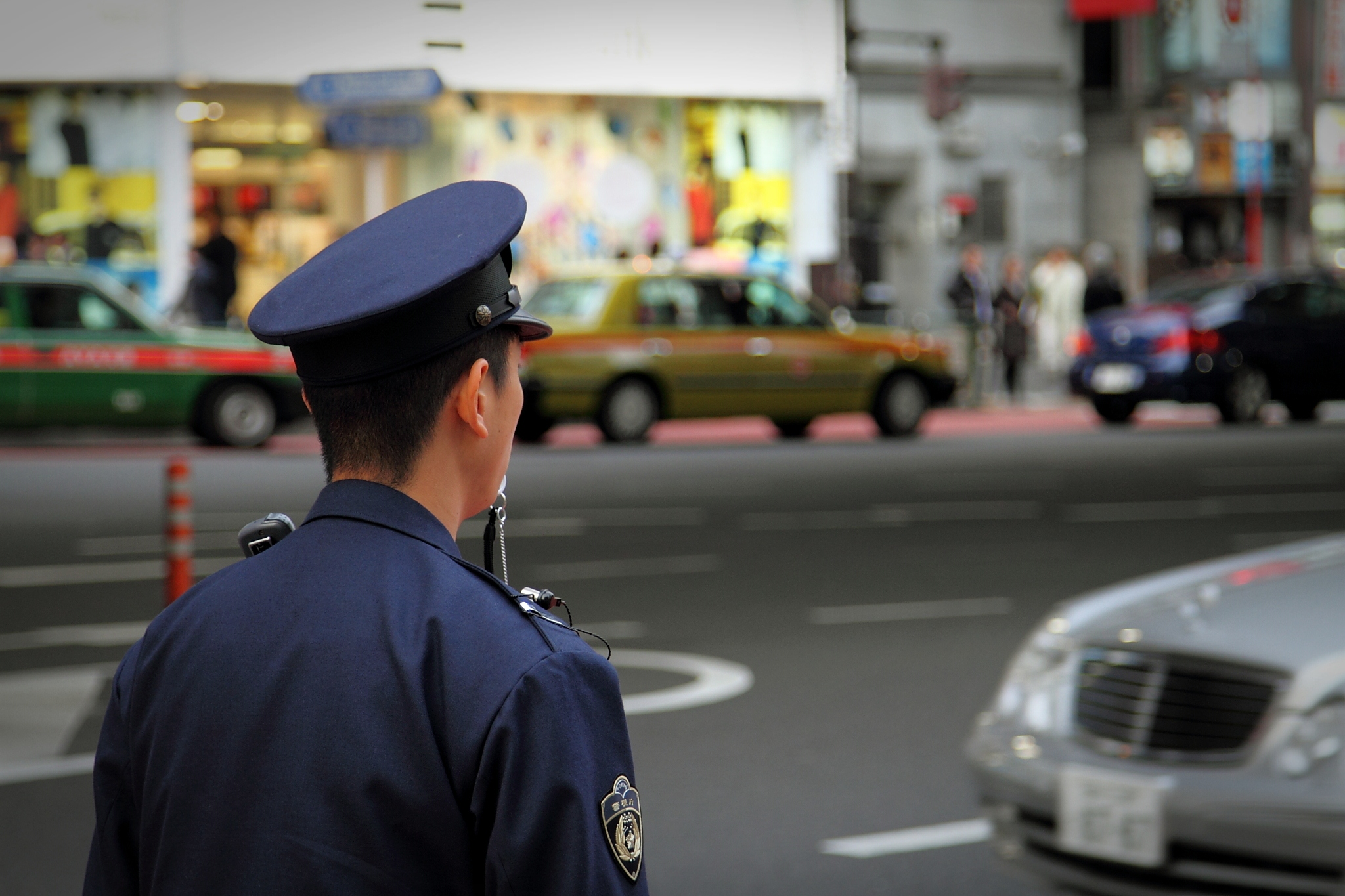
冬服の警察官
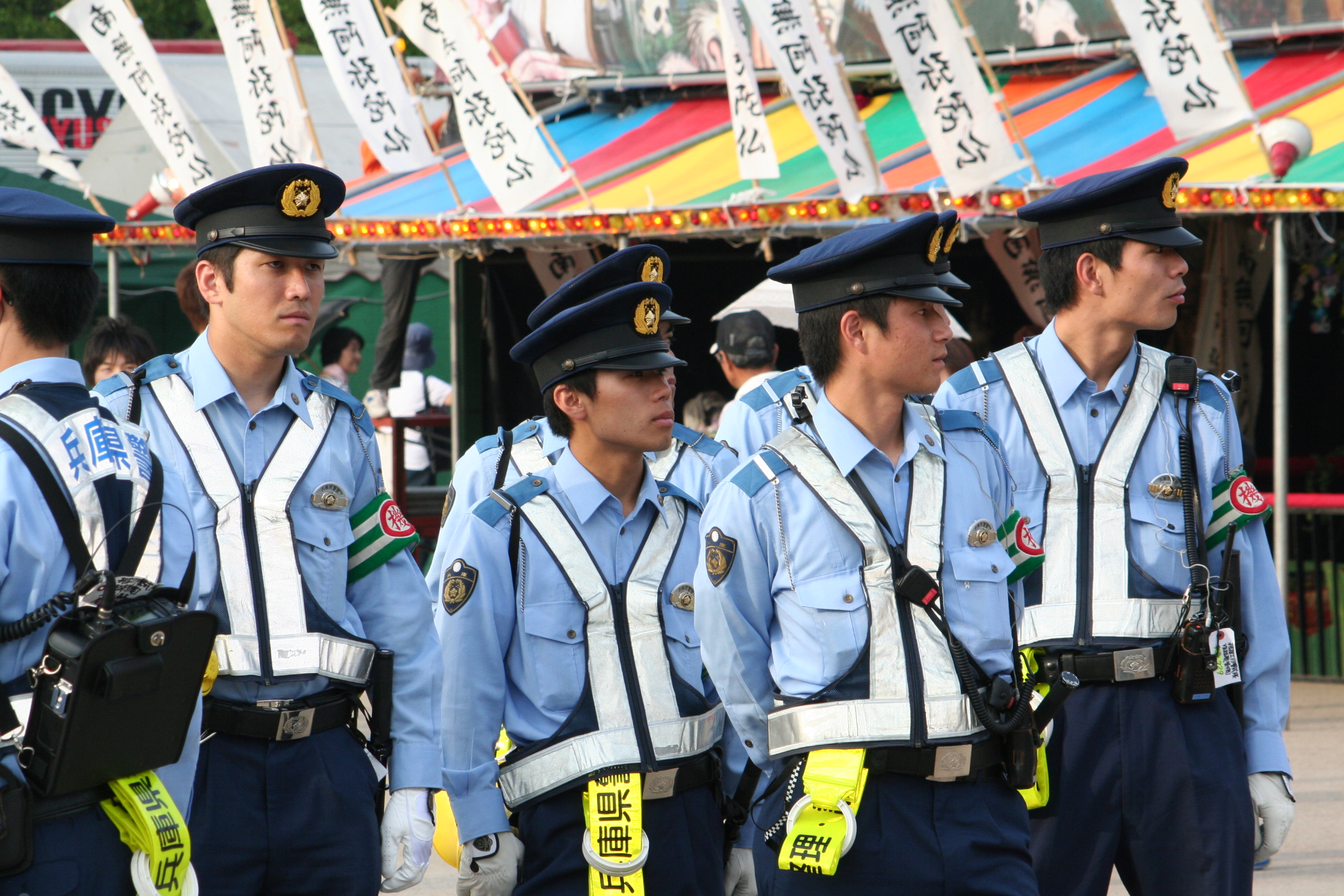
夏服の警察官

## ショルダーボード

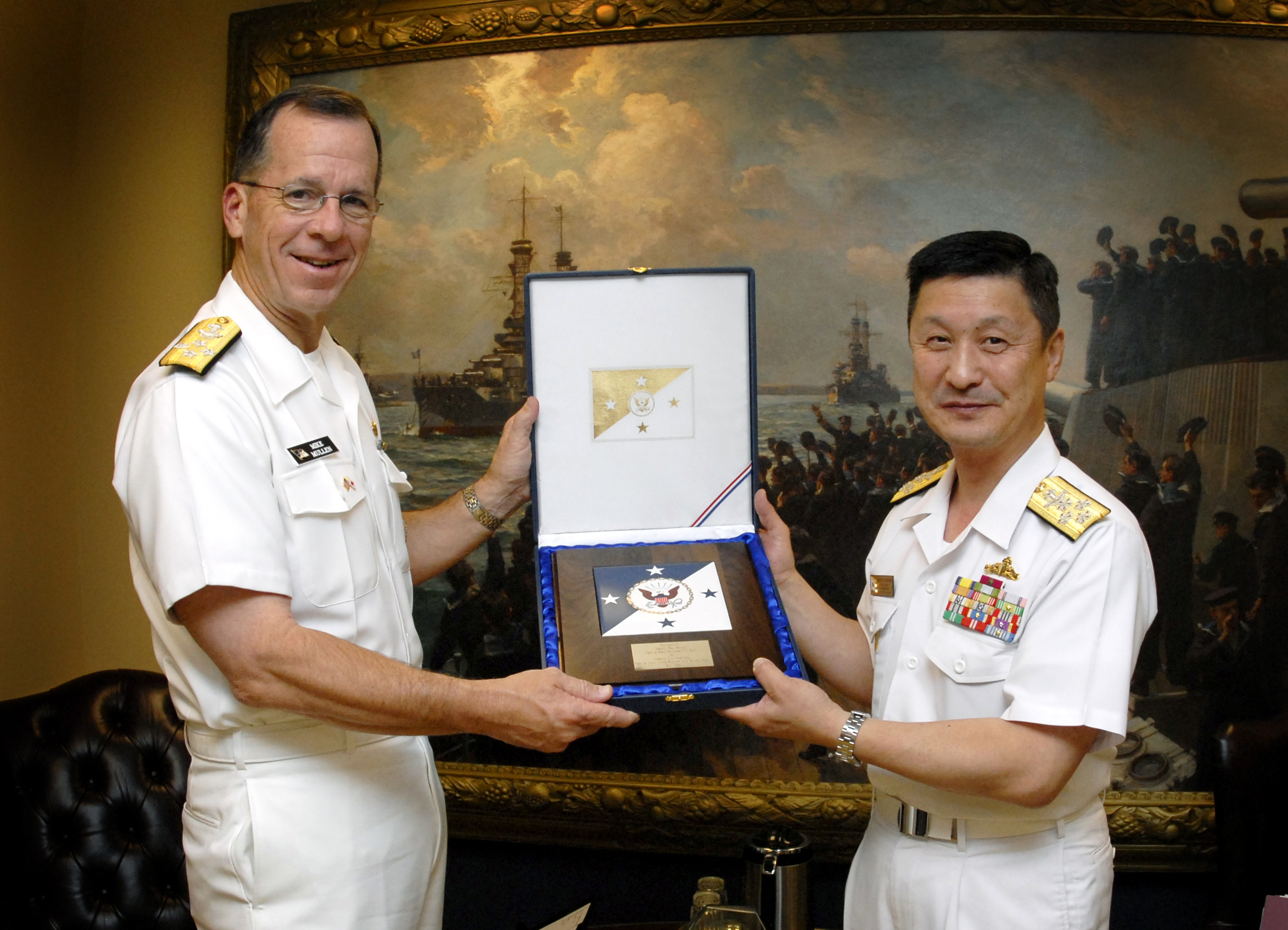
第3種夏服の海自海将とサマー・ホワイトの米海軍将官。

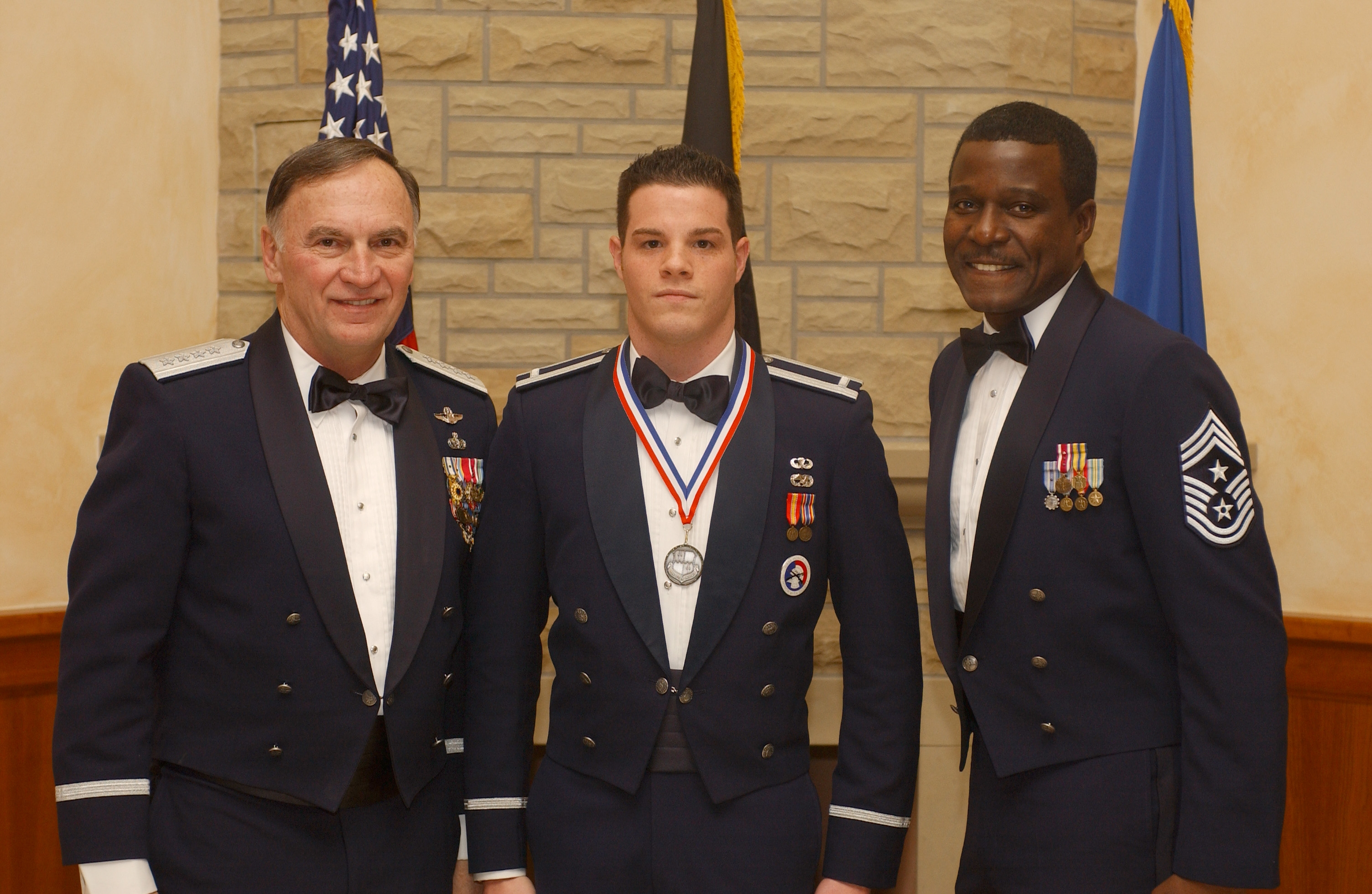
メスユニフォームのアメリカ空軍将官と将校及び下士官（左から）。陸軍でも同型のものが大佐以下の女性将校用として採用されている。

短冊形の板状で、襟に近い方の先端の形状が尖ったもの、台形状のもの、丸くなったもの等がある。台地の材質は厚手のラシャが一般的であり、そこにモールやしま織の布を貼り付けたり、刺繍が施してあるものが代用的なものである。装着方法はショルダーノッチと同様、縫いつけ式と留め金式がある。留め金式は着脱可能であるが、帯革固定の機能はない。
縫いつけ式のものは「ショルダーループ」との区別が曖昧であり、それらは「ショルダーループ」として、留め金式のものと「ショルダーノッチ」を合わせて「ショルダーボード」とする場合もある。
ほとんどの国の海軍士官夏服には、長方形に近い五角形で紺又は黒地に金線が入ったものが用いられている。かつては、海軍の礼装にはエポーレットが用いられていたが、現在ではほとんどの国で礼装にもこのタイプが用いられている。

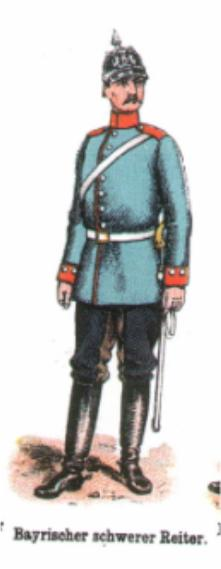
20世紀初頭のバイエルン騎兵
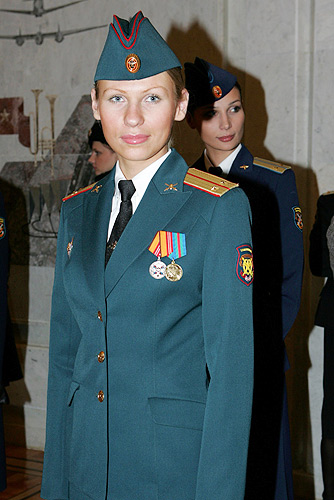
ロシア軍の女性兵士
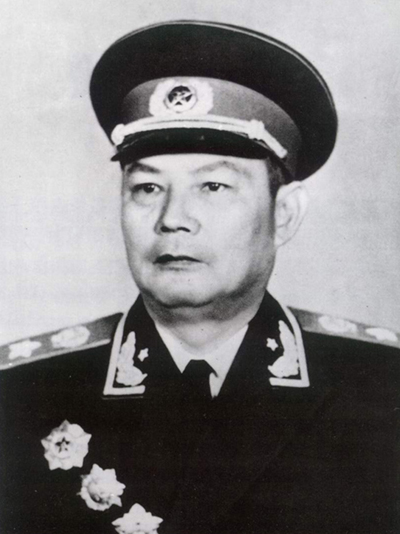
中華人民共和国元帥葉剣英
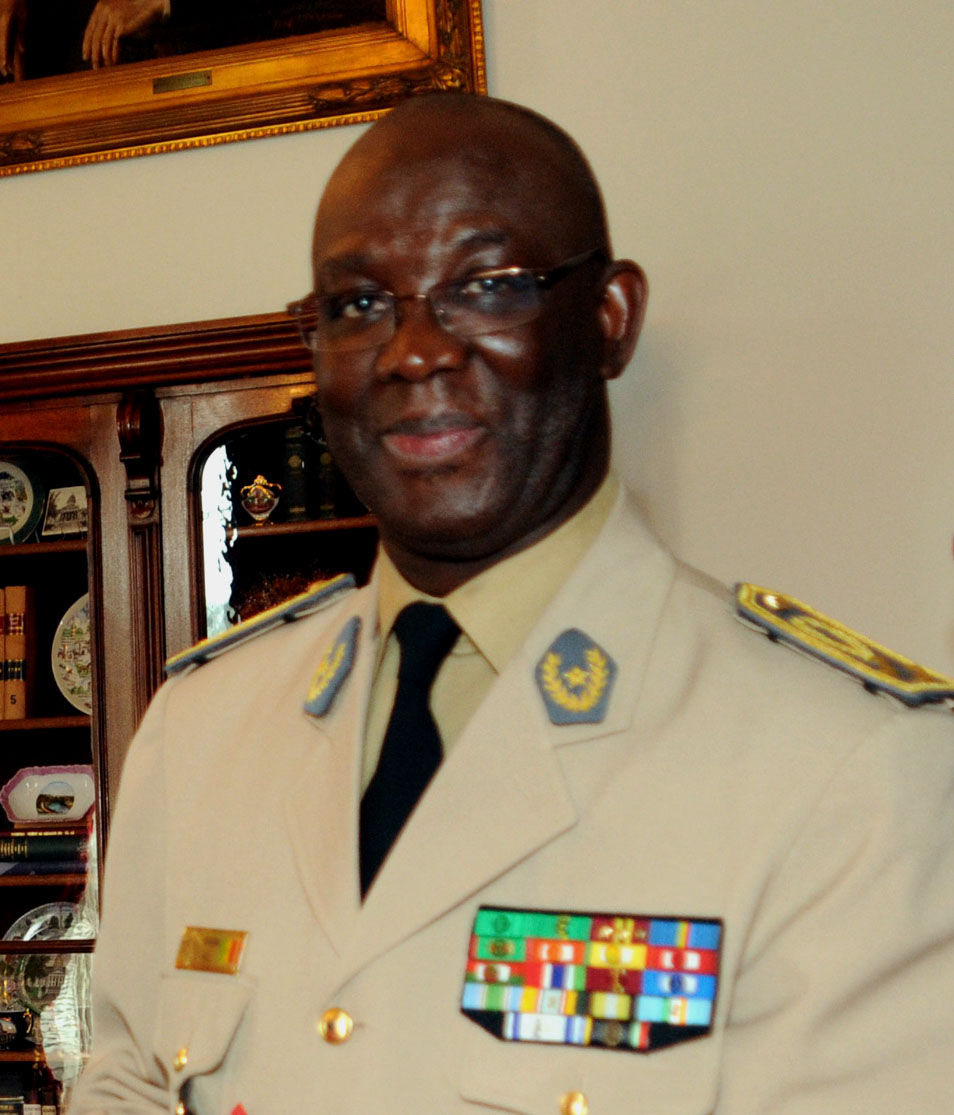
セネガル陸軍将官

イギリス空軍の将官用肩章
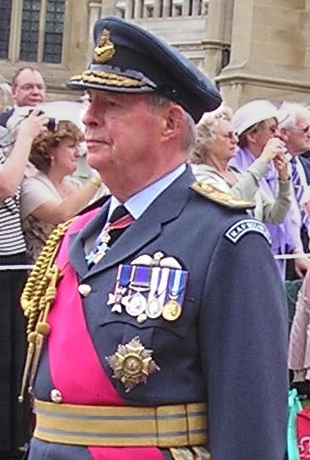
正装用。イギリス空軍の背広型チュニックに肩章が付くのは将官のみである
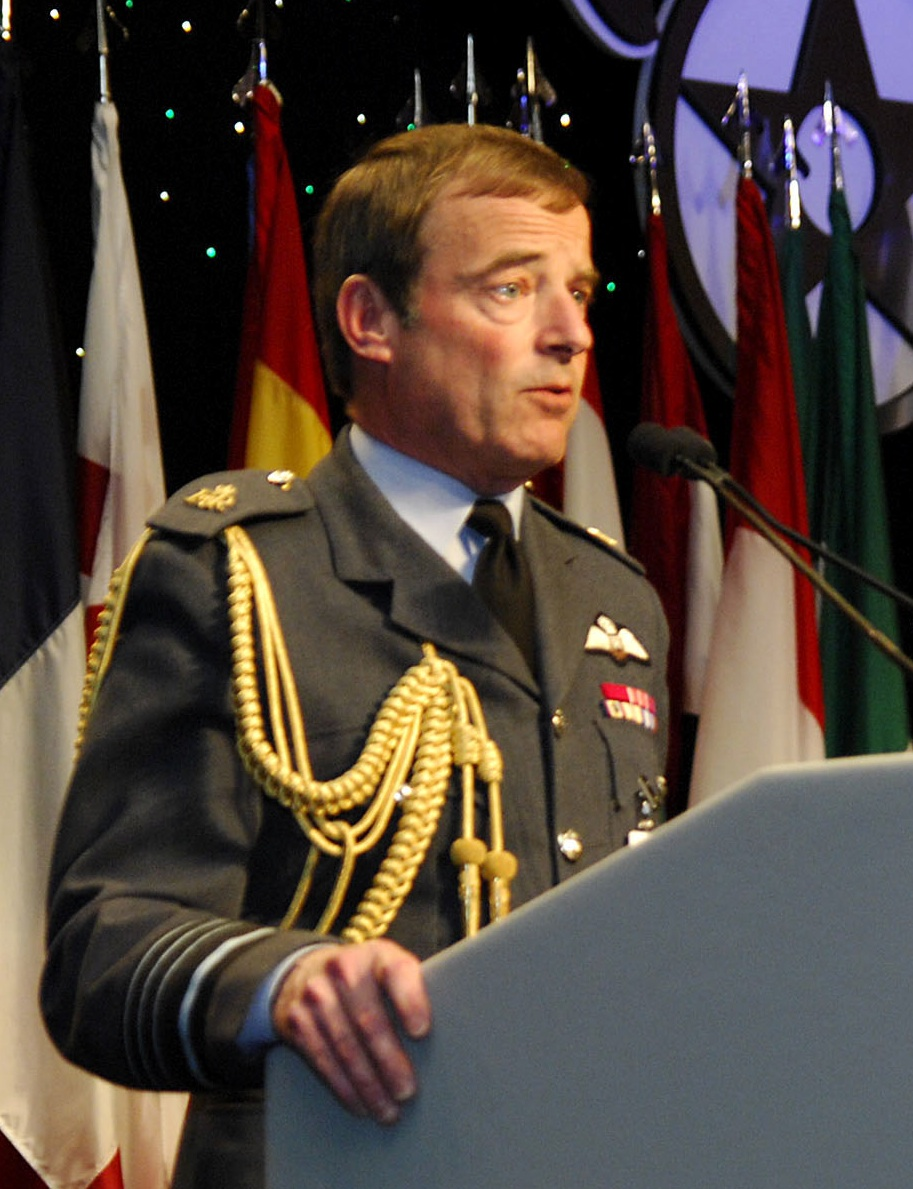
常装用

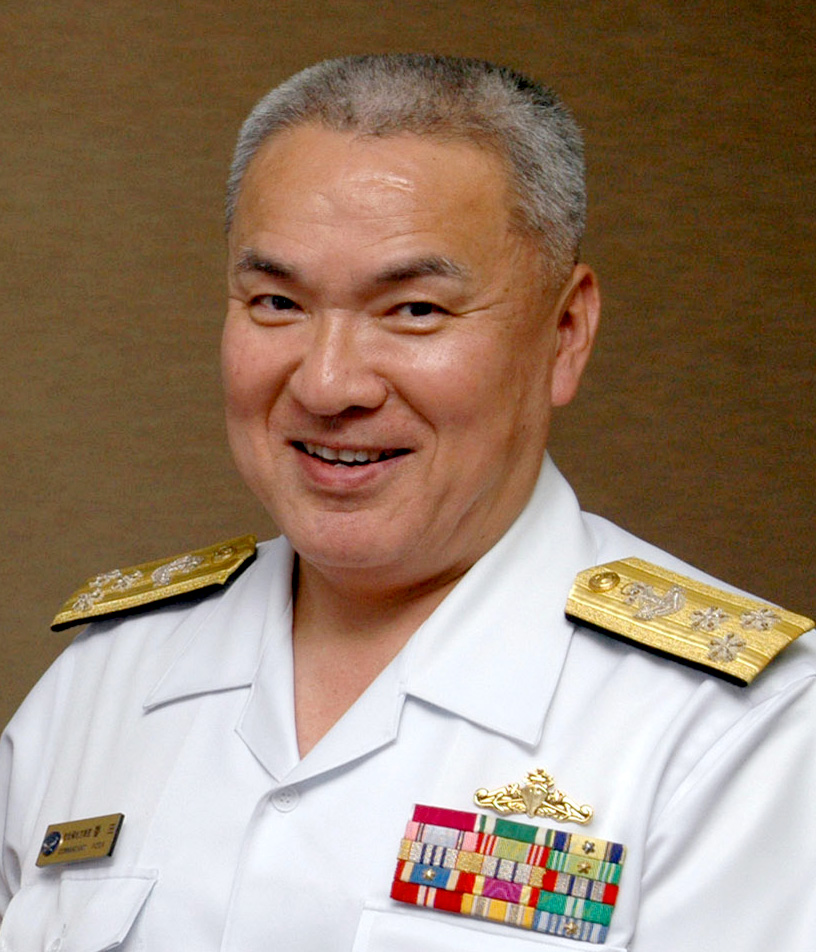
第3種夏服の海将。

日本では、陸軍の明治19年制式（1886年）下士官兵用被服にショルダーボードが付けられていた。このショルダーボードには所属連隊ないし大隊の隊号（連隊番号）が標記されていた（階級章は袖章、兵科は襟章）。のちの昭和13年制式（1938年）下士官兵様被服ではショルダーボードが制定され、昭和18年改正の陸軍生徒・士官候補生被服には専用肩章が定められていた。
海軍では明治33年に士官特務士官准士官士官候補生用の第二種軍装における夏衣に採用された。陸海軍以外では、警察官び総督府文官の制服の正肩章がエポーレットタイプで、略肩章がショルダーボードであった。
戦後の海上自衛隊では、幹部用第1種及び第3種夏服と第2種礼装夏服に使用されている。また、海上自衛隊音楽隊の通常演奏服装には装飾としてこのタイプの肩章が付く。航空自衛隊では新しい礼服用階級章としてこのタイプが採用された。しかし、2009年頃は旧式のショルダーノッチタイプが依然として多く見られた。

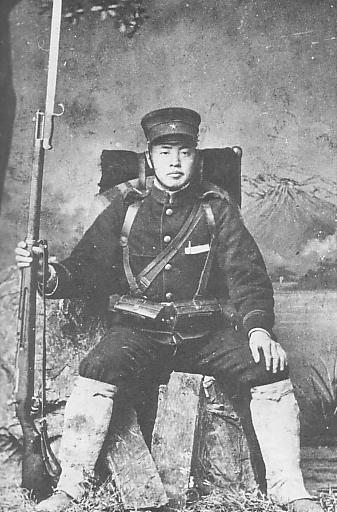
明治19年制式の陸軍兵士
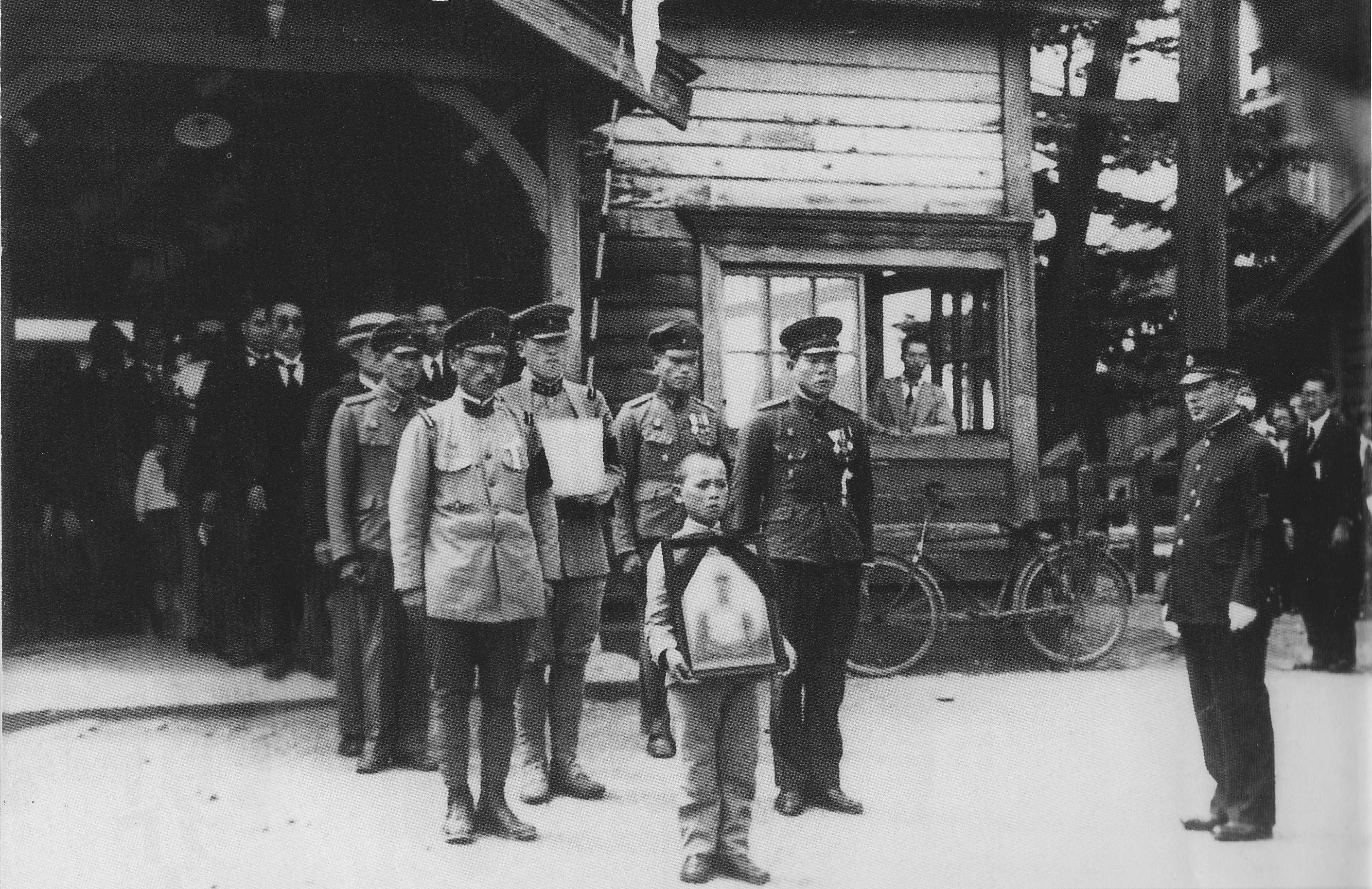
昭和13年制式の肩章を付した予備陸軍歩兵上等兵（中央右）他
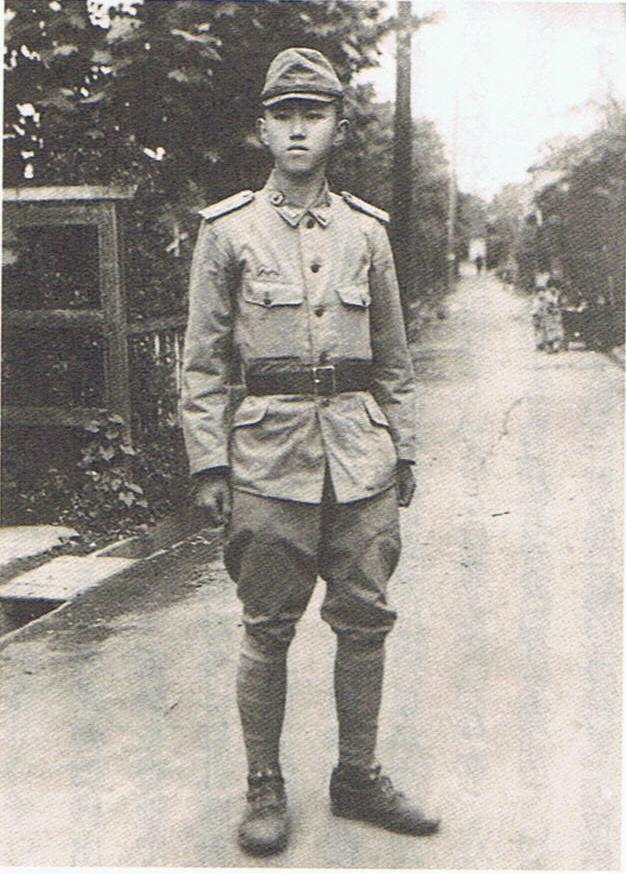
昭和18年制式の専用肩章を付した経理部士官候補生（軍曹）
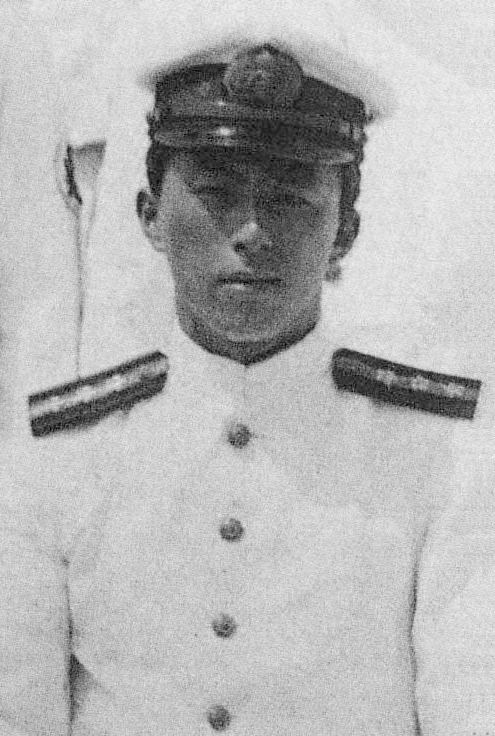
第二種軍装の海軍士官
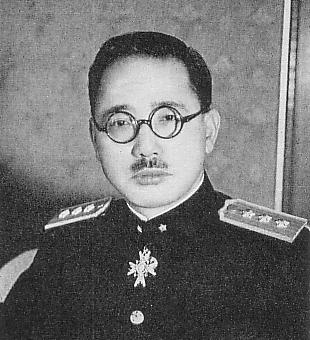
略肩章を付けた戦前の警察幹部

## ショルダーノッチ

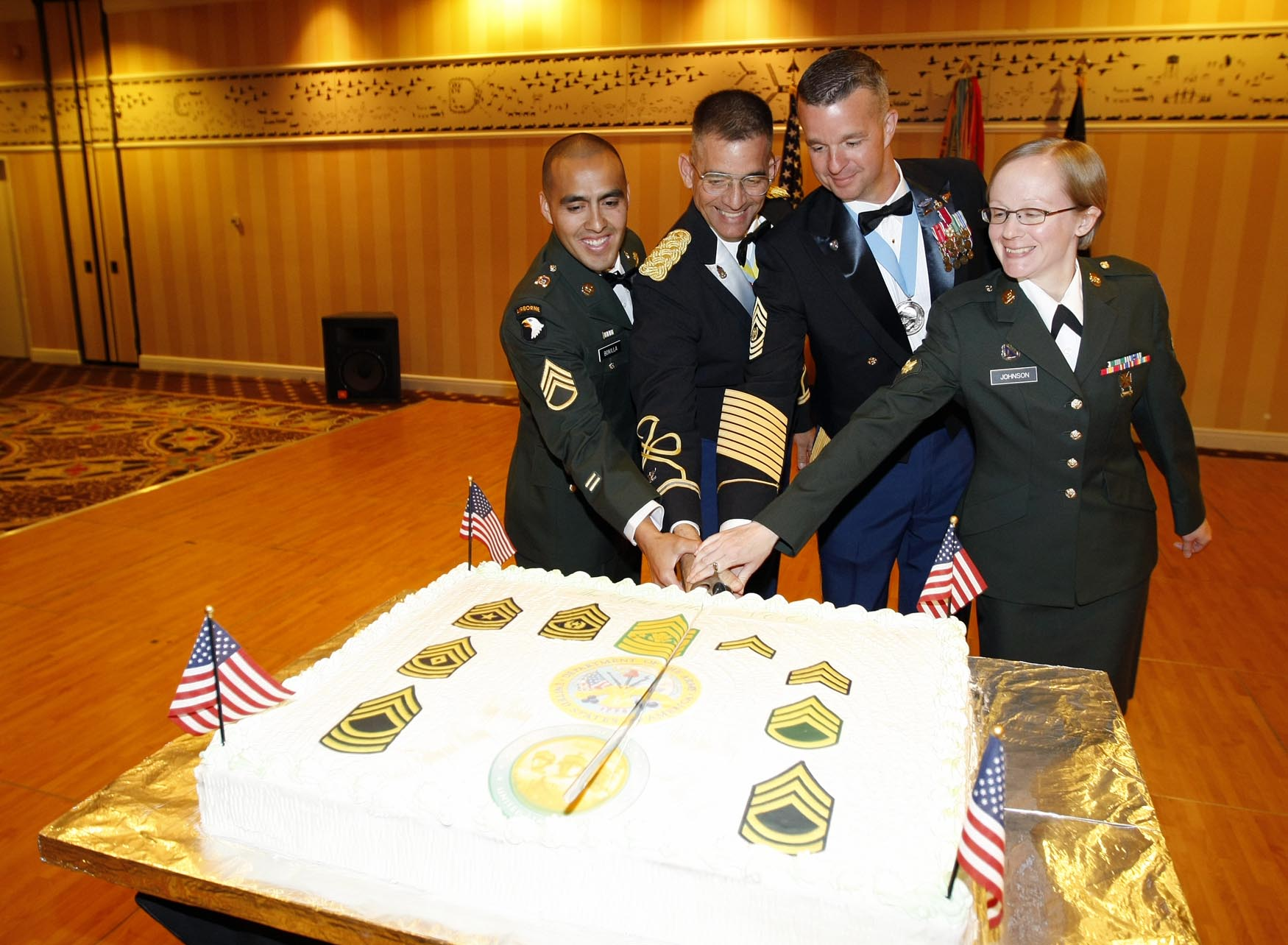
アーミーブルー・メスユニフォームのアメリカ陸軍将校と下士官（左から2人目と3人目）。将校のメスユニフォームにはショルダーノッチが付くが、下士官用には肩章が付かない。

ショルダーノッチ (shoulder knot) は所謂モール編みされたタイプである。騎馬民族の上着に縫いつけられた紐飾り (Shoulder cord) が起源とされ、ドイツ陸軍の軍服では組紐を板状に成型したものが通常勤務服に用いられるようになった。そのため、「ショルダーボード」の一種とされる場合もある。
装着は縫いつける場合と、上衣の肩部分に2箇所ずつ肩章の留め金通しを設けて固着する方法がある。留め金式は着脱可能である。イギリス軍の軍服には紐が太く、肩端が膨らんでいる形状のもの、直接縫いつけているものが多く見られる。そして、これらのものを「ショルダーコード」と呼び、小型で着脱式のものを使用する連隊では「ショルダーボード」と呼ぶ場合もある。
組紐の編み方は8の字形が一般的であるが、ドイツ軍の尉官用は組紐をＵ字型に並べたものであった。

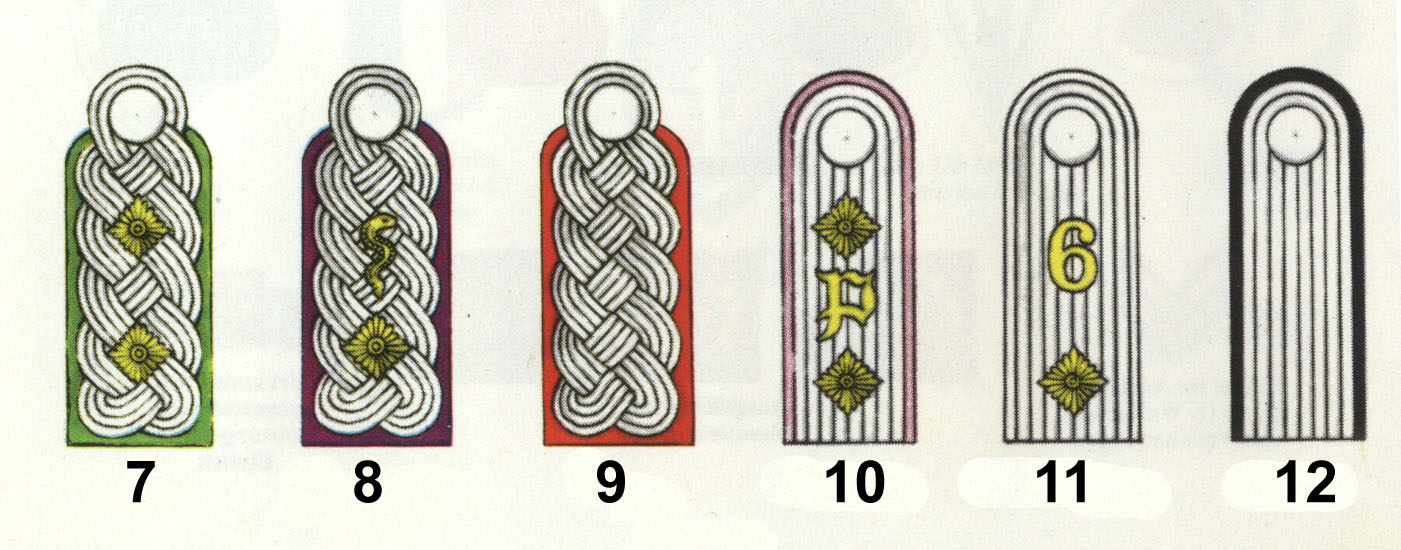
第二次世界大戦中のドイツ軍佐・尉官の階級章。星無しが最初級で、右から少尉・中尉・大尉、少佐・中佐・大佐。縁取り（尉官）や台布（佐官）の色は兵科を示す。

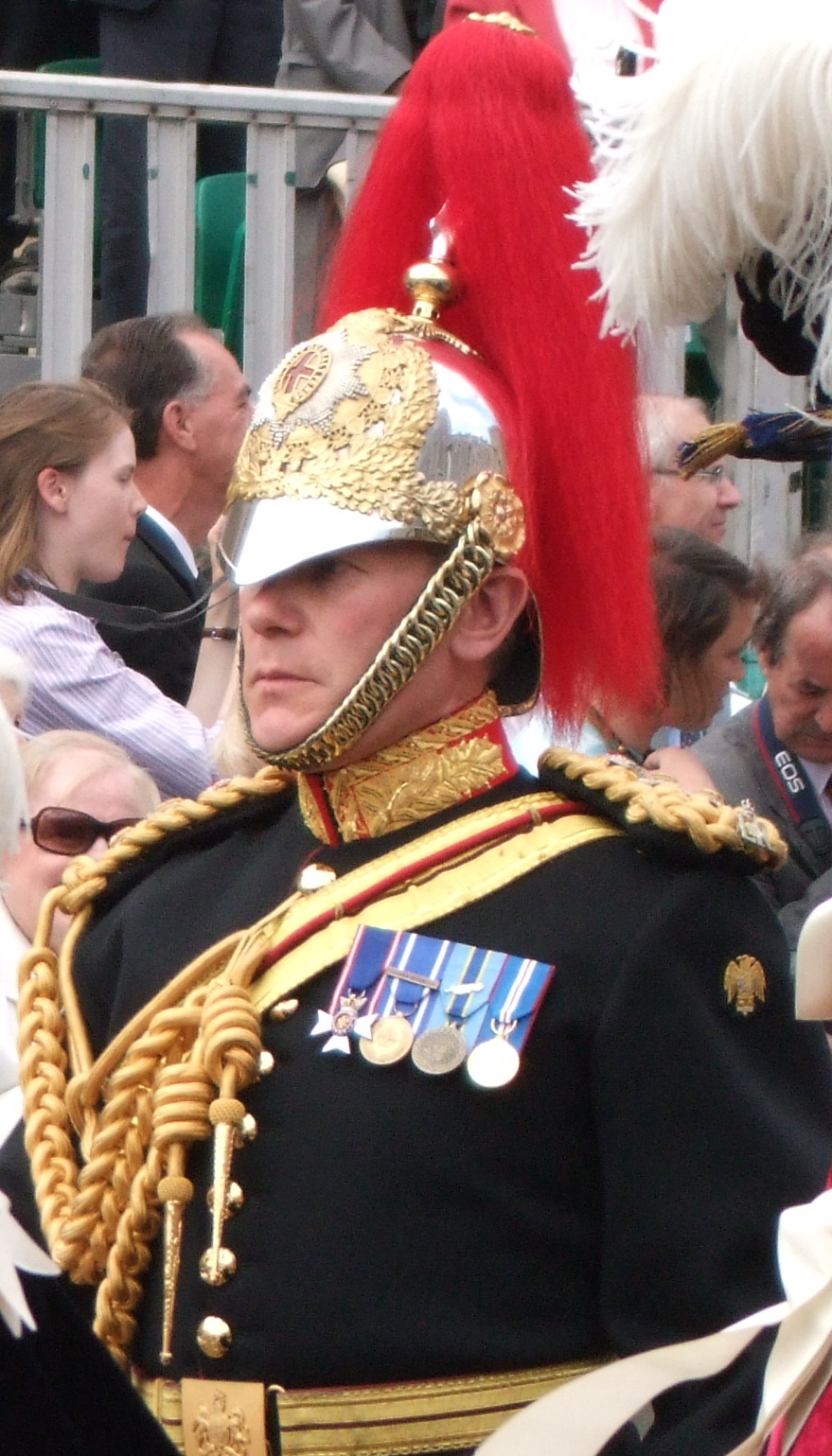
ブルーズ・アンド・ロイヤルズ連隊の正装を着用したシルバーステック。

19世紀前半にはイギリス軍で正装用にも用いられるようになり、その後多くの国がエポーレットに代えて採用した。ドイツ帝国では最期まで略装用として扱われ、正装用にはエポーレットが使われていたが、ワイマール共和国の下で正装用に採用された。現在でも多くの国で、軍服や警察等の制服に礼装用として広く用いられている。

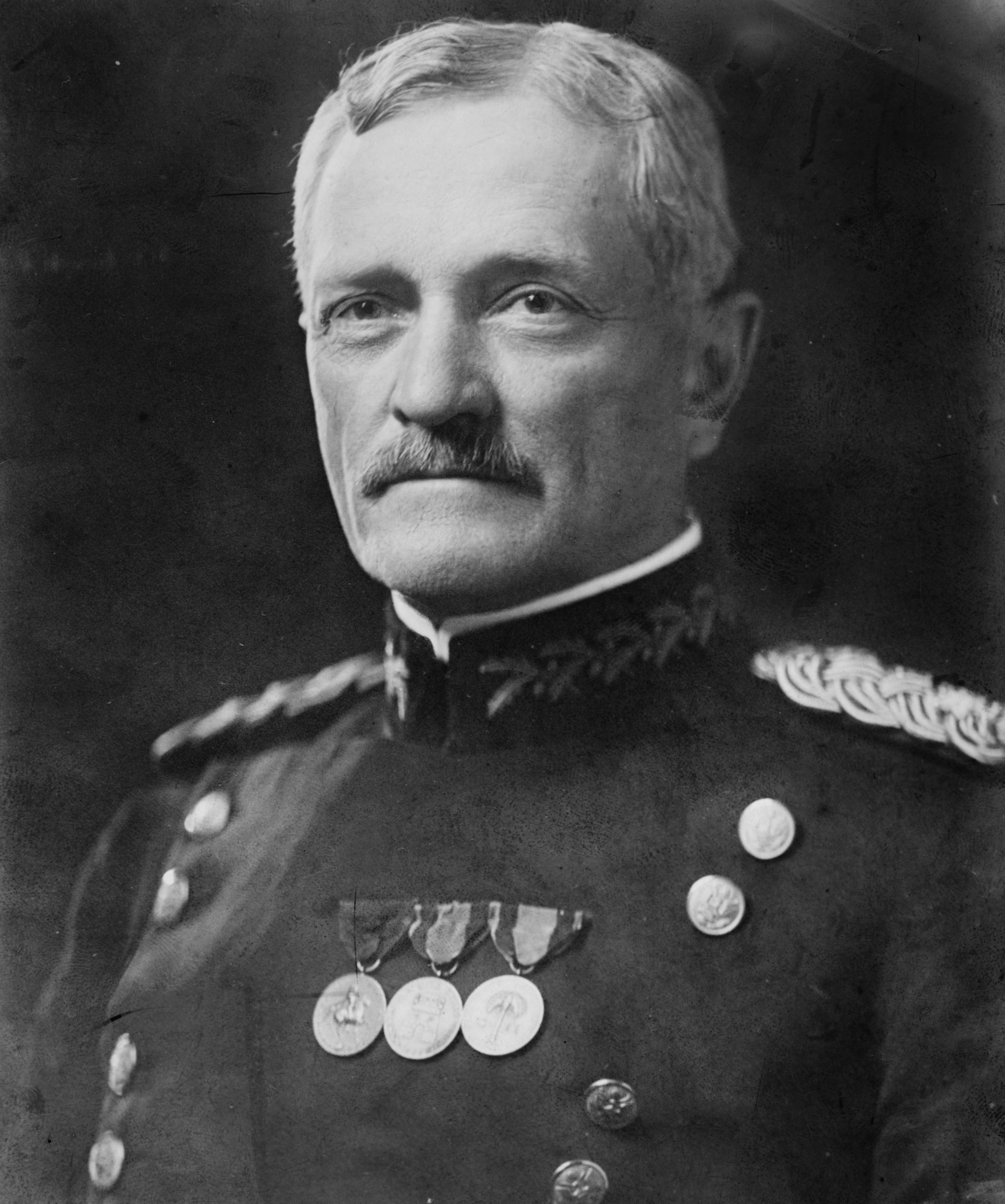
20世紀初頭のアメリカ陸軍礼装。（ジョン・パーシング）
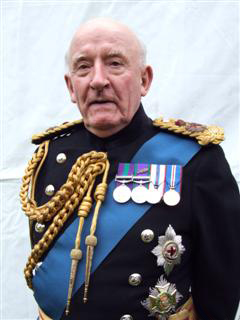
正装のイギリス陸軍元帥（ピーター・イング）

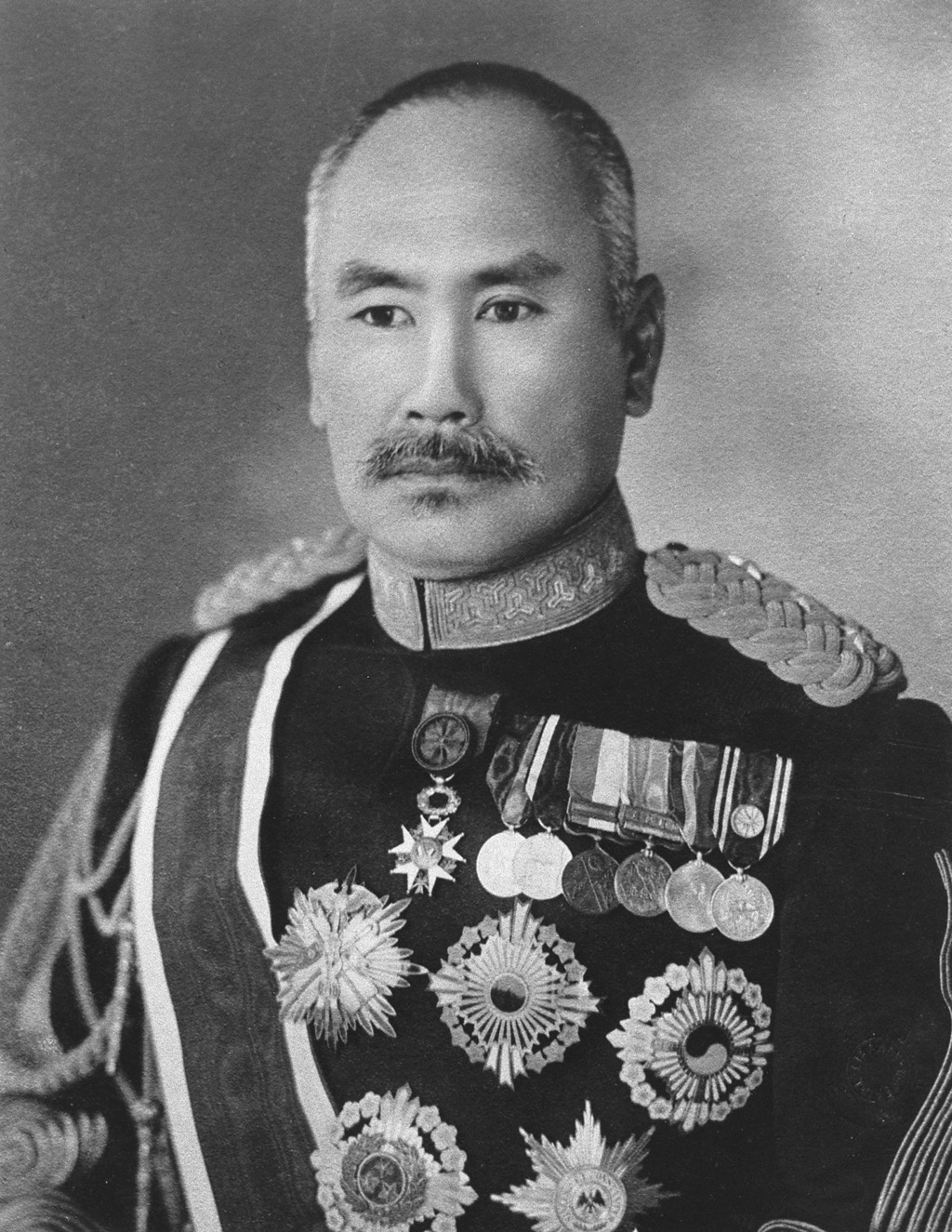
正装の陸軍大将（長谷川好道）。

日本においては、陸軍将校准士官の正装・礼装の肩章として明治19年に採用され、ほとんど変化無く使われ続けた。また、昭和13年制式では将校准士官の通常礼装用の肩章に採用された。

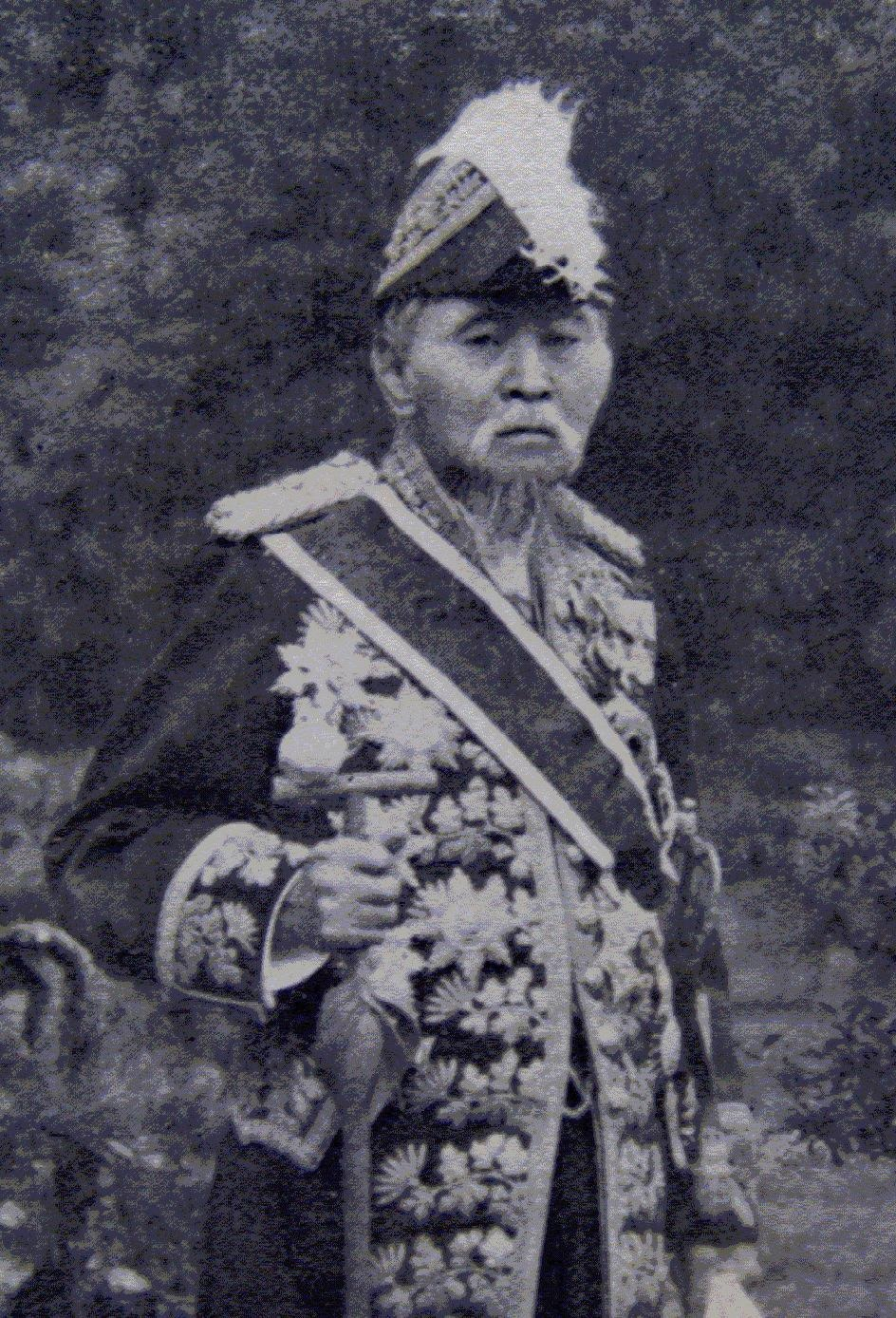
明治44年制式宮内省勅任官大礼服
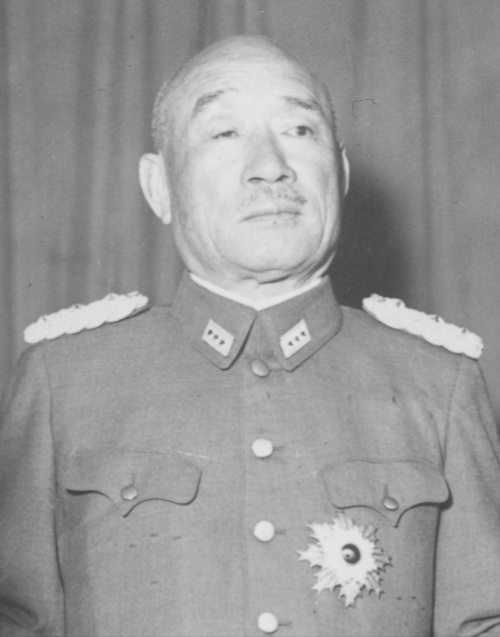
昭和13年制式通常礼装の陸軍大将
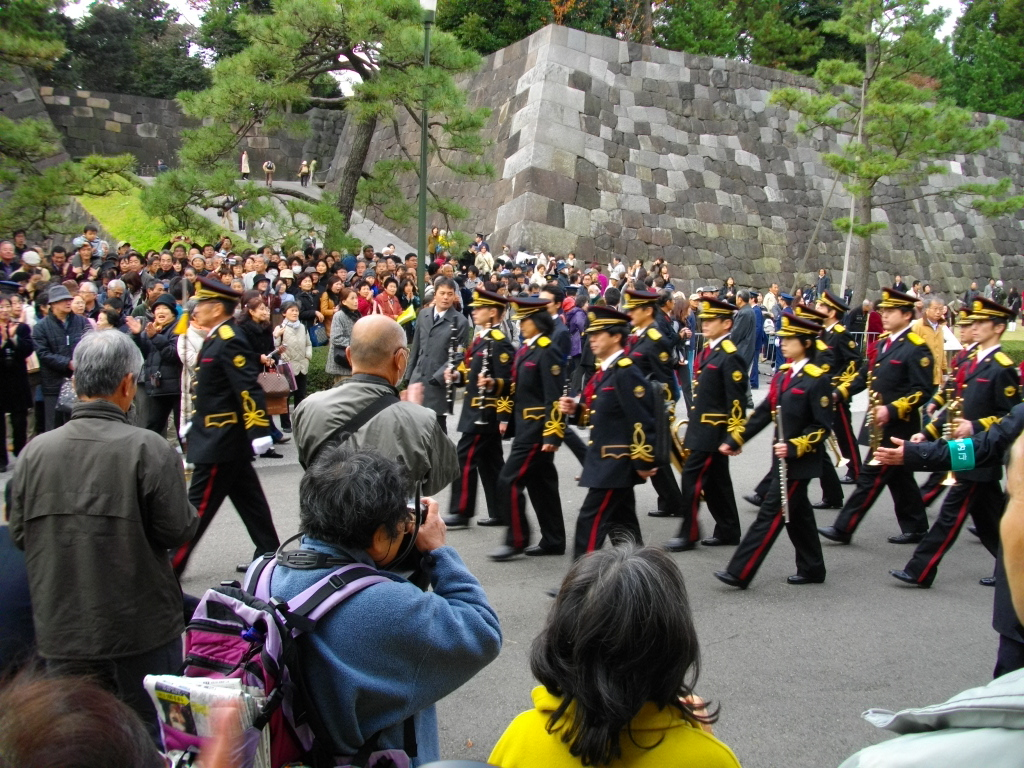
礼装の皇宮警察音楽隊
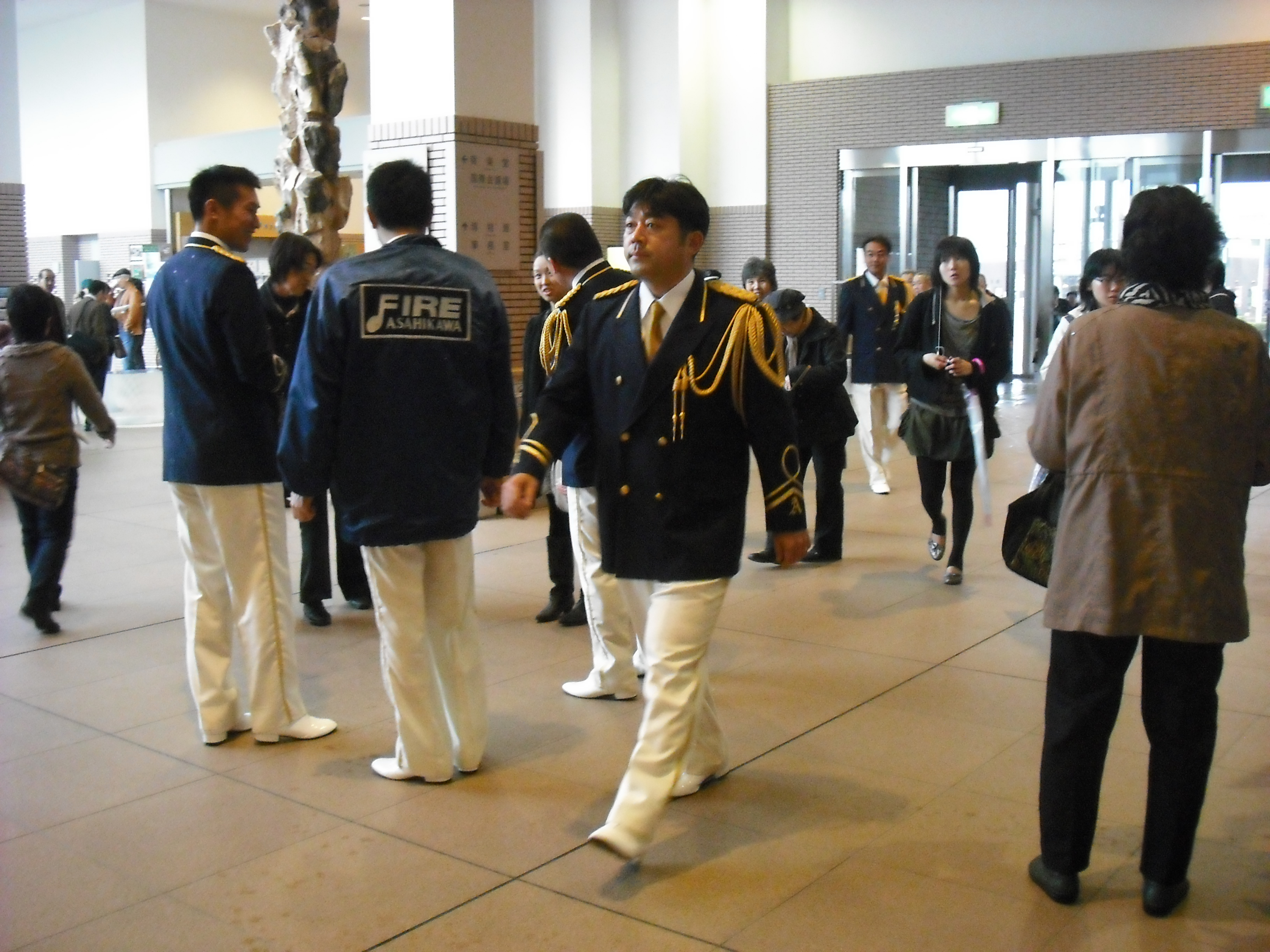
旭川市消防本部音楽隊に所属する消防隊員。両肩にモールタイプの肩章が取り付けられている。

自衛隊では「礼服用階級章」と呼ばれ、陸上・航空自衛隊の礼装に用いられている。旧陸軍の通常礼装用の肩章に類似する陸上自衛隊の礼服用階級章は金モールが編み込まれたもので、その編み方と銀色桜星の数で階級を示す。編み方は尉官用が細いモール2本の8の字形で、准尉は桜星が無い。佐官はモールが3本で尉官のものより太い。将官も3本だが横方向8の字が尉・佐官より1つ多い。第1種礼装甲及び第2種礼装用の、第1種礼服冬服又は夏服及び第2種礼服冬服又は夏服の上衣に付く。また、冬服又は第1種夏服の上衣に取り付けることで第1種礼装乙となる。
航空自衛隊の旧式礼服用階級章は銀モールに金色桜星で、階級の表し方は陸上自衛隊と同じだった。第2種礼装用の第2種礼服冬服又は夏服の上衣に付き、冬服又は第1種夏服の上衣に取り付けることで第1種礼装となった。また、航空自衛隊の音楽隊では現行の通常演奏服装にも装飾としてこのタイプの肩章が付く。
また、戦後は警察官の礼装用もこのタイプになった。

陸上自衛隊の礼装用肩章
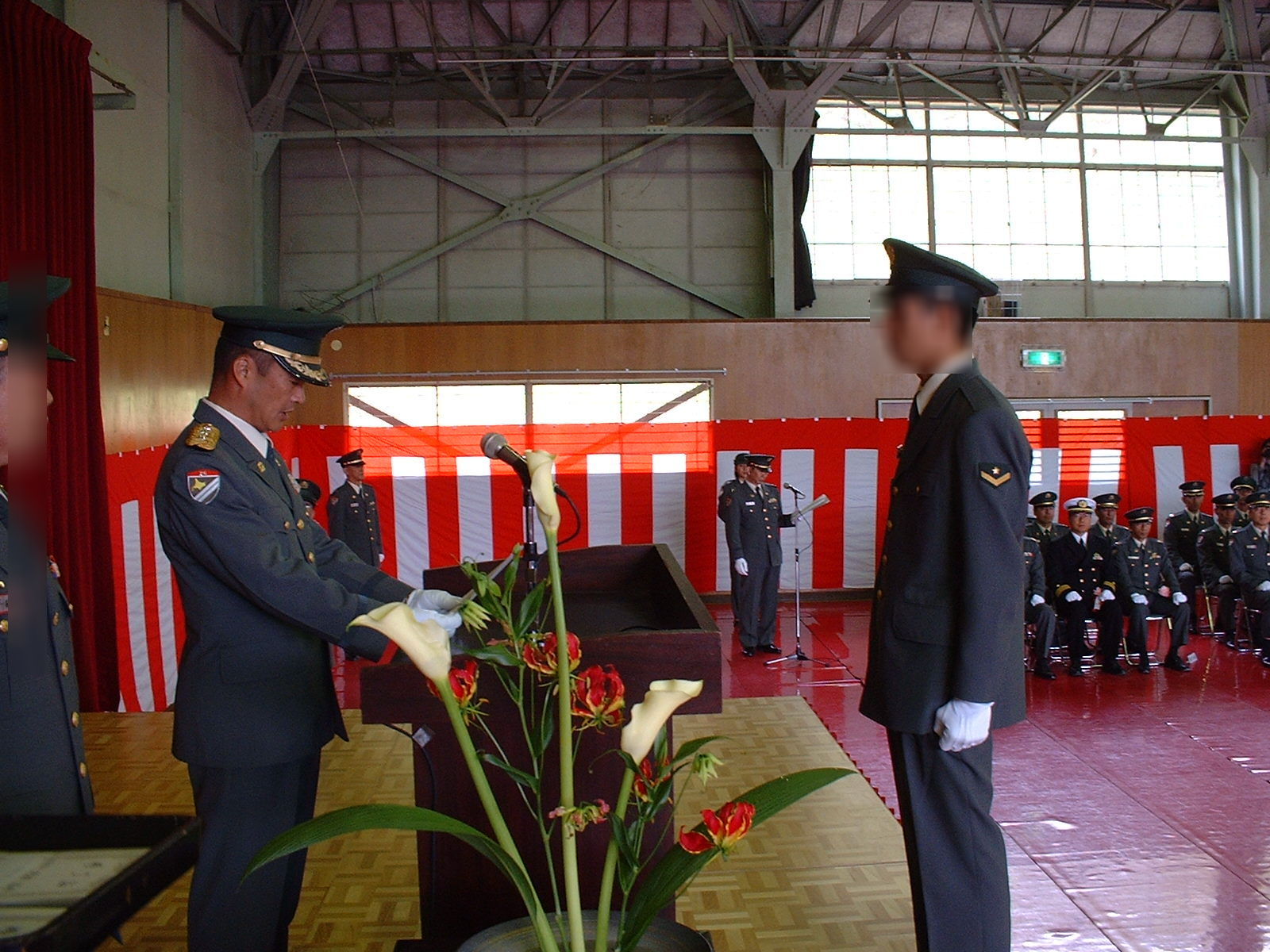
礼服用階級章を着けた陸自幹部（左）。編み上げたモールの数と銀色桜星で階級を示しており、この場合はモールが太く3個の桜星があるので1佐を示している。
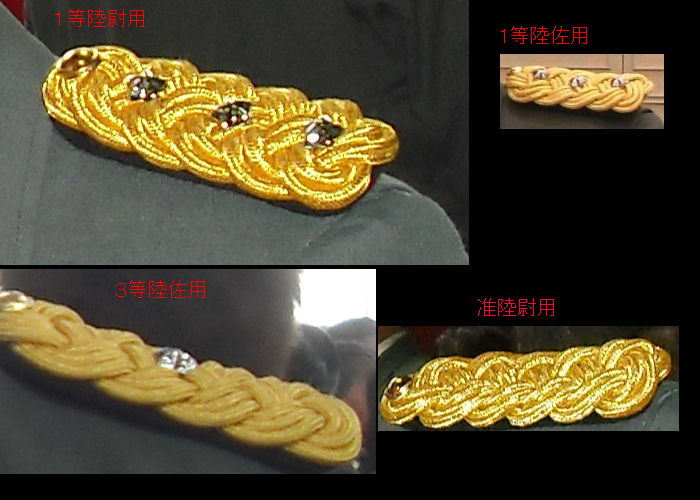
礼装用階級章の例、2本で編み込まれたモールは尉官、3本は佐官、それぞれ銀色の桜星で階級を示し、准尉はモールのみである。
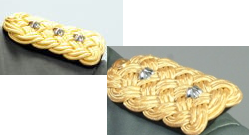
将官用礼装用階級章。3本で編み込まれたモールは佐官と同一だが、編み方に違いがあり将官の方が編み方が細かい。

## ショルダーチェーン
肩に鎖帷子状の装飾が施されたもの。近衛騎兵を除くイギリス陸軍騎兵のNo.1 dressに付けられる。